# モンスターハンターシリーズ
『モンスターハンターシリーズ』(Monster Hunter Series)は、カプコンから発売されているアクションゲームのシリーズ。略称は「モンハン」、「MH」。
4人で協力し巨大なモンスターを狩るというゲーム性はアクションゲームの中でも「ハンティングアクション」「狩りゲー」と言われるゲームジャンルを作り、『ゴッドイーター』『討鬼伝』などのフォロワーを生み出した。
また作品を題材とした小説、フィギュア、ドラマCD、トレーディングカードなども展開されている（#メディアミックス）。

## 概要
プレイヤーは「ハンター」となり、村や街で依頼を受け、特定のモンスターの討伐・捕獲・撃退やアイテムの運搬・採取などの様々な「クエスト」に挑む。時には身の丈より巨大な武器を振り回し、時には小回りの利く武器で狩猟対象を翻弄しながら、巨大な“飛竜”を始めとするモンスターを狩り、クエストを達成していく。
ゲームクリアとなる具体的な最終目的は用意されておらず、クエストの成功報酬や狩猟したモンスターから素材を得て自分の装備を強化していき、より手強いモンスターと戦うことが主な目的となる。
成長要素としての「レベル」などは存在せず、キャラクターの動作そのものは、プレイヤー自身の技術によって向上させるしかない。また「職業」のような区別も設定されておらず、所持品の中から自由に持ち替えられる武器によって操作方法や攻略方法が大きく変化することで、様々な遊び方を選択できる。武具の性能に関しては、プレイヤーからの要望やゲームバランスをもとに、シリーズやバージョンごとの修正が行われている。
巨大な生物を狩るという考えに基づいた描写と、オンラインによる共闘などの要素を絡め、登場するモンスターの生態紹介CG映像の収録などで独自の世界を作り上げている。また、頻繁な追加クエストの配信を始め、ゲーム雑誌や漫画雑誌とのコラボレーションも恒例で行われている。主に、雑誌名を冠したイベントクエストが配信され、報酬で得られるゲーム内アイテムにより特別装備を作成できる形式になっている。
元々はオンラインゲームを発祥としたゲームシリーズであり、クエストやモンスターを始め、オフラインでは入手不可能なアイテムなどの差違が存在する。『モンスターハンター ポータブル』シリーズや『3G』では、携帯ゲーム機対応ということもあり、オフラインプレイを前提とした環境やシステムが整備されたほか、のちにネットワーク対応（無料）となっている。
複数の作品が展開されており、2004年に発売された『MH』から連なるメインシリーズ（『MHX』を含む）、PSPで展開される『ポータブル』シリーズ、オンライン要素に特化されたWindowsと据置型ゲームハードで展開される『フロンティア』、アイルーなどのキャラクターを使用したスピンオフ作品などがある。
作品中には流血表現などがあるため、シリーズを通してCEROのレーティング区分15歳以上指定（現・CEROレーティングC（15歳以上対象））で、パッケージにもマークと注意書きが表示されている。ただし、スピンオフ作品のうち『モンハン日記 ぽかぽかアイルー村』シリーズおよび『モンスターハンター ストーリーズ』は例外で、流血表現がないためCEROレーティングA（全年齢対象）になっている。
第1作のエンディングテーマ曲『英雄の証』（作曲：甲田雅人）は、モンスターハンターシリーズ全体のテーマ曲ともなっており、多くのシリーズ作品において楽曲の全部、あるいは一部がCMやプロモーションムービー、ゲームのオープニング映像などに使用されている。

### 略称
この項目で用いるシリーズの便宜上の略称は以下の通り。
- 「モンスターハンター」→「MH」
- 「モンスターハンターG」→「MHG」
- 「モンスターハンター2（ドス）」→「MH2」
- 「モンスターハンター3（トライ）」→「MH3」
- 「モンスターハンター3（トライ）G」→「MH3G」
- 「モンスターハンター3（トライ）G HD Ver.」→「MH3GHD」
- 「モンスターハンター4」→「MH4」
- 「モンスターハンター4G」→「MH4G」
- 「モンスターハンタークロス」→「MHX」
- 「モンスターハンターダブルクロス」→「MHXX」
- 「モンスターハンター：ワールド」→「MHW」
- 「モンスターハンターワールド：アイスボーン」→「MHWI」
- 「モンスターハンターライズ」→「MHRise」
- 「モンスターハンターライズ：サンブレイク」→「MHSB」
- 「モンスターハンターポータブル」→「MHP」
- 「モンスターハンターポータブル 2nd」→「MHP2」
- 「モンスターハンターポータブル 2nd G」→「MHP2G」
- 「モンスターハンターポータブル 3rd」→「MHP3」
- 「モンスターハンターポータブル 3rd HD Ver.」→「MHP3HD」
- 「モンスターハンターフロンティア オンライン」→「MHF」
- 「モンスターハンターフロンティアG」→「MHF-G」
- 「モンスターハンターフロンティアZ」→「MHF-Z」
- 「モンスターハンター ストーリーズ」→「MHST」
- 「モンスターハンターストーリーズ2　〜破滅の翼〜」→「MHST2」

## 評価・売上
『ポータブル』シリーズおよび『3』、『3G』は日本における売り上げが100万本を超え、特に『MHP3』は日本国内のみで約447万本、『MHP2G』は世界累計では約487万本を売り上げており、2000年代〜2010年代の日本ゲーム市場においてトップクラスのゲームタイトルとなっている。
一方で、世界市場では苦戦しており、日本におけるPSP用ソフト初のミリオンセラーとなった『MHP2』の日本版を除いた売り上げは約58万本、長らく国内PSPの最高売上ソフトであった『MHP2G』も約75万本であり、『2』、『MHP3』など、日本国外で未発売となった作品もある。『MHP2』以降は日本での売上・評価を押し出したり、『3』をWiiの発売元である任天堂が全面的なバックアップを行っていたが、日本市場ほどの成果が出ていない状態が続いていた。
世界各国での大手レビューサイトにおける平均点も中堅以下の作品が多い。たとえばPS2の第1作目（日本における『モンスターハンターG』）は、多くで酷評に近い数値であり、『ポータブル』シリーズのメタスコアは『MHP』は71点で『MHP2』は72点である。ただし『MHP2G』以降は改善傾向が見られる。
時代が進むにつれ海外での売り上げは徐々に上昇しており、『3』では日本国外では90万本を売り上げ、『4 ULTIMATE』（海外版『4G』）は世界市場で初の100万本以上を売り上げている。
2018年に発売された『モンスターハンター:ワールド』は従来の評価を覆し、メタスコアのメディア評価が90点（PS4 & Xbox One）と、シリーズの中で最高の評価を得た。出荷本数も2021年6月末までに1730万本（ダウンロード版含む）を売り上げ、シリーズの最高記録を更新した。
2024年3月31日時点での全世界シリーズ累計販売本数は1億本に達する。

## シリーズ
| 2004 | モンスターハンター                       |
| 2005 | モンスターハンターG                      |
| 2006 | モンスターハンター2                      |
| 2007 |                                          |
| 2008 |                                          |
| 2009 | モンスターハンター3                      |
| 2010 |                                          |
| 2011 | モンスターハンター3G                     |
| 2012 |                                          |
| 2013 | モンスターハンター4                      |
| 2014 | モンスターハンター4G                     |
| 2015 | モンスターハンタークロス                 |
| 2016 |                                          |
| 2017 | モンスターハンターダブルクロス           |
| 2018 | モンスターハンター：ワールド             |
| 2019 | モンスターハンターワールド：アイスボーン |
| 2020 |                                          |
| 2021 | モンスターハンターライズ                 |
| 2022 | モンスターハンターライズ：サンブレイク   |
| 2023 |                                          |
| 2024 |                                          |
| 2025 | モンスターハンターワイルズ               |

メインシリーズ

モンスターハンター（PS2：2004年3月11日）
MHシリーズの第一作目。初代とも呼ばれている。
モンスターハンターG（PS2：2005年1月20日 / Wii：2009年4月23日）
無印のアップグレード版。訓練所、双剣、G級クエストなどが追加されたほか、今作で初めて亜種モンスターが登場した。
モンスターハンター2（PS2：2006年2月16日）
フィールドを一新し、モンスター、武器、サブターゲットなどが追加され、スキルポイントの概念も新たに導入された。
古龍が初登場したのは今作からである。『MH2』から生まれた多くのシステムなどは後に『MHF』や『MHP2』に受け継がれた。
モンスターハンター3（Wii：2009年8月1日）
スラッシュアックス、水中フィールド、新モンスターなどの新要素が多数追加されたほか、モンスターがモンスターを襲うなどの生態表現の上昇といった大胆な変更も行い、『新たなMHの原点』を目指した意欲作。前作まで存在した双剣、狩猟笛、ガンランス、弓が廃止された。
モンスターハンター3G（3DS：2011年12月10日 / Wii U（HD Ver.）：2012年12月8日）
『MH3』のアップグレード版。MH3で一時廃止した武器が復活し、G級クエストなどを追加。『MHP3』の要素も多く追加された。
モンスターハンター4（3DS：2013年9月14日）
フィールドを一新し､新モンスターが多数登場。シリーズ初の高低差を生かしたハンティングができるようになり、従来のモンスターも高低差や地形を利用した新アクションを行う。操虫棍、チャージアックス、探索クエストが追加。携帯機のモンハンでは初となるネットワーク通信にも対応。
モンスターハンター4G（3DS：2014年10月11日）
『MH4』のアップグレード版。村上位クエスト、G級クエスト、G級探索、MH2で登場した拠点「ドンドルマ」が追加。
モンスターハンタークロス（3DS：2015年11月28日）
新たに『狩猟スタイル』と『狩技』が追加された。『4』で一部しか登場しなかった『3』『3G』の大型モンスターを含め、過去作品に登場したモンスターも多数復活している。また、オトモアイルーを操作できる「ニャンターモード」も登場する。
モンスターハンターダブルクロス（3DS：2017年3月18日 / Switch：2017年8月25日）
『MHX』のアップグレード版。メインモンスター2体や復活モンスターを追加した。狩猟スタイルや狩技が追加。
モンスターハンター：ワールド（PS4：2018年1月26日 / Windows：2018年8月10日）
グラフィック、ゲームシステムを一新した次世代型のモンハン。エリアマップはシームレスになり、フィールド内の自然をギミックとして利用できたり、モンスター同士の縄張り争いが発生したりと新要素が多数盛り込まれている。マルチプレイでは途中参加も可能になった。
モンスターハンターワールド：アイスボーン（PS4：2019年9月6日 / Windows：2020年1月10日）
『MHW』の拡張コンテンツ。新たなフィールドとモンスター、武器アクションの追加などが行われた。
モンスターハンターライズ（Switch：2021年3月26日 / Steam：2022年1月13日 / PS5・PS4・Xbox Series X・Xbox One・Windows：2023年1月20日）
『MHW』からの要素、改善点が取り入れられつつも、新要素として新たなオトモとなる「オトモガルク」や、モンスターを動かせる「操竜」、壁を駆けたり、空中でぶら下がったりすることができる「翔蟲」、完全新規のクエスト形式となる「百竜夜行」が追加された。
モンスターハンターライズ：サンブレイク（Switch・Steam：2022年6月30日 / PS5・PS4・Xbox Series X・Xbox One・Windows：2023年4月28日）
『MHRise』の拡張コンテンツ。新たなフィールドとモンスター、武器アクションの追加などが行われた。
モンスターハンターワイルズ（PS5・Xbox Series X・Windows：2025年2月28日）

モンスターハンター ポータブルシリーズ

モンスターハンター ポータブル（PSP：2005年12月1日）
『MHG』をベースに、通信機能、ココット農場、アイルーキッチン、新規武器が追加された。
モンスターハンターポータブル 2nd（PSP：2007年2月22日）
『MH2』をベースとした、『MHP』の続編。モンスター、武器などが追加された。
モンスターハンターポータブル 2nd G（PSP：2008年3月27日 / iOS：2014年5月8日）
『MHP2』のアップグレード版。新フィールド、G級クエスト、オトモアイルーなどが追加された。
モンスターハンターポータブル 3rd（PSP：2010年12月1日 / PS3・HD Ver.：2011年8月25日）
『MH3』をベースとした新フィールド、新モンスターのほか、オトモ武具、攻撃力ブーストなどが追加された。

モンスターハンター フロンティア オンラインシリーズ

モンスターハンター フロンティア オンライン（Windows：2007年7月5日 / Xbox 360：2010年6月24日）
『MH2』をベースとしたMORPG作品。新フィールド、新モンスターなどが追加された。
モンスターハンター フロンティアG（Windows・Xbox 360：2013年4月17日 / PS3：2013年11月20日 / Wii U：2013年12月11日 / PS Vita：2014年8月13日）
『MHF』の大型アップデートによりタイトルを刷新。
モンスターハンター メゼポルタ開拓記（Windows・macOS：2014年11月27日開始、2017年3月30日サービス終了）
『MHF-G』の姉妹ゲーム。モンスター迎撃シミュレーションRPG。
モンスターハンター フロンティアZ（Windows・Xbox 360・PS3・Wii U・PS Vita：2016年11月9日 / PS4：2016年11月22日開始、2019年12月18日全サービス終了）
『MHF-G』の大型アップデートによりタイトルを再度刷新。

スピンオフ作品

モンハン日記 ぽかぽかアイルー村（PSP：2010年8月26日）
シリーズ作品に登場する獣人種「アイルー」が主役のスピンオフゲーム。
モンハン日記 ぽかぽかアイルー村G（PSP：2011年8月10日）
『ぽかぽかアイルー村』のバージョンアップ版。
アイルーでパズルー（PSP、2012年7月19日）
『ぽかぽかアイルー村』のキャラクターが登場する落ち物パズルゲーム。
モンハン日記 ぽかぽかアイルー村DX（3DS：2015年9月10日）
『ぽかぽかアイルー村G』のバージョンアップ版。
モンスターハンター ストーリーズ（3DS：2016年10月8日）
シリーズ初のRPG。
モンスターハンターストーリーズ2 〜破滅の翼〜（Switch・Windows：2021年7月9日）
『MHST』の続編。一部のシステムが前作より継承されている。
携帯電話・スマートフォン

モンスターハンター i（携帯電話、2006年2月6日）
モンスターハンター モバイル（携帯電話（docomo・auのみ）、2009年7月21日）
モンスターハンター モバイル 農場（携帯電話（docomoのみ）、2010年7月5日）
モンハン日記 モバイルアイルー村（携帯電話 （モバゲータウン（現・Mobage））、2010年8月10日）　
モンハンぽかぽかザザミたたき!（携帯電話、2010年10月1日）
ぱかぱかアイルーリバーシ（携帯電話、2010年11月24日）
アイルーのつるつる採取パズル（携帯電話、2011年4月1日）
モンスターハンター Dynamic Hunting（iOS、2011年6月1日 / Android、2012年3月1日）
アイルーのひらめき脱出ゲーム（携帯電話、2011年8月1日）
モンスターハンター モバイル 闘技場（携帯電話（docomoのみ）、2011年8月26日）
モンハン うちあげ！ 虫とりハンマー（携帯電話、2011年9月12日）
モンスターハンター フロンティア オンライン エッグラン（iOS・Android、2011年12月1日）
モンハン探検記 まぼろしの島（携帯電話・iOS・Android（GREE）、2011年12月19日）
みんなと モンハン カードマスター（携帯電話・iOS・Android（Mobage）、2012年2月21日）
モンスターハンター Massive Hunting（iOS（GREE）、2013年2月4日 / Android（GREE）、2013年4月18日）
モンハン商店 アイルーでバザール（iOS、2013年8月28日）
モンハン 大狩猟クエスト（iOS・Android、2013年10月29日）
モンハン いつでもアイルーライフ（iOS、2014年2月12日）
モンスターハンター ロア オブ カード（携帯電話・iOS・Android（GREE）、2014年2月19日）
モンスターハンターポータブル 2nd G for iOS（iOS、2014年5月8日）
モンスターハンター エクスプロア（iOS、2015年9月29日 / Android、2015年9月3日）
オトモンドロップ モンスターハンター ストーリーズ（iOS・Android、2016年11月17日）
モンスターハンター ストーリーズ（iOS/Android）（iOS・Android、2017年12月4日）
モンスターハンター ライダーズ（iOS・Android、2020年2月19日）
モンスターハンターNow（iOS・Android、2023年9月14日）
モンスターハンターパズル アイルーアイランド（iOS・Android、2024年6月27日）

## 世界設定
未開の大地を舞台とし、魔法などの超自然的技術を廃した原始的な狩猟生活を全面に打ち出した世界は、マタギや恐竜といった実在のモチーフから構築されている。ファンタジーにおけるドラゴンスレイヤーの項目も参照。

### モンスター
モンスターには独自の習性や繁殖方法など、生物としての特徴が設定されており、小型肉食竜から中型の草食竜、大きなイノシシ、大型の海竜、巨大な昆虫など、呼び名はモンスターであっても、作品世界に生息する多様な"動物"の一種として描写される。
その中で生態系の上位に立つものは火を吐く、ガスを噴出するといった特殊能力を持つ。しかし、それぞれの特徴はやはり生態に基づく物で、あくまでも、生態系の中にある物種の一個体として存在している。
MH2からは、多くの謎に包まれた「古龍種」が登場した。巨大な体躯で砦さえ破壊する者や風のバリアをまとって弓矢を弾き返す者、粉塵爆発の原理で周囲一帯を爆破する者など、他のあらゆる生物を超越した"天災"と表現されるほどの能力を有している。
これらモンスターを討伐、または捕獲することが多くのクエストの目標であり、この世界のハンターの生業である。初期は討伐目的の「討伐クエスト」と捕獲目的の「捕獲クエスト」に分類されていたが、MH2以降は討伐と捕獲をまとめて「狩猟クエスト」と呼ぶようになった（ただし、捕獲のみが目的の捕獲クエストは現在も存在している）。

### ハンターの武装
店で購入する他、クエスト中に入手した各種材料を利用して生産・強化したり、既存の物を改造してより強力な物を入手できる。中にはオンラインモードやコラボ限定クエストでしか入手できない貴重な素材を必要とする物もある。
基本的に狩猟したモンスターの外皮や爪、牙、骨や臓器などを利用したものが多く、装備の外観にもそれらが活かされている。モンスターの素材や鉱石の持つ、発火や放電といった特性を利用することで、炎を発する剣や電気を帯びた槍などの超自然的な能力を持った武器も製作されるが、これらは素材の特性を活かす研究と設計の産物であり、一定の技術を持つ者ならば作成可能な工業製品のように扱われている。
武器については、カテゴリーによって操作方法が全く異なるため、多人数プレイにおいては武器の特性の違いによる役割分担も行われる。
武器の種類は全シリーズであわせて剣士系11種、ガンナー系4種があり、それぞれに長所と短所が存在する。
これらの武器は採取した鉱石や骨、モンスターから剥ぎ取った素材で作られる。作製した武器は素材の特質を反映した性能を持ち、入手が困難な素材ほど希少性や性能が高い傾向にある。一部の武器は購入することもできるが、基本的には素材を工房や加工屋に持ち込んで生産し、更に上質な素材を投入して強化する。
シリーズが進むにつれて武器の追加や廃止、調整が行われている。
武器と防具の関係
武器によってハンターは「剣士」と「ガンナー」に分かれ、装備できる防具が異なり（例外あり）、防御性やスキルなどに差異が出る。
攻撃属性
武器は斬撃、打撃、射撃の属性に分かれ、モンスターの防御力（肉質）によって与えるダメージや部位破壊の判定（例:尻尾の切断は斬撃属性のみ）などが変動する。アイテムの爆弾などはこれらに含まれない。
属性武器
武器には火、水、雷、氷、龍の属性（通常属性）を持つものがあり、モンスターの弱点に合わせて使うことで威力が上がる。毒、麻痺、睡眠を引き起こす状態異常属性はモンスターの行動を阻害して優位に戦闘を進められる。『MH3G』では状態異常属性の一つとして爆破属性が追加されたが、状態異常属性と通常属性の中間的な性質を持つ。
双属性
MHF、MHP2G以降のメインシリーズには、双属性を持つ武器が存在し、初登場のMHFでは全ての近接武器に存在する通常属性と状態異常属性の2属性武器、MHP2G以降のメインシリーズでは左右の剣で異なる属性という双剣専用のシステム。
MHR:Sのエスピナス亜種武器は、MHFの双属性の仕様を持った火属性と毒属性の双属性武器である。
複属性
MHF-Gで登場。双属性に近いシステムであるが、複数の通常属性が同時に機能（例:炎は火+龍）するという点が異なる。一部例外を除き、一つ一つの属性は表示数値よりもやや低くなっているため、該当する複数の属性が同時に効くモンスターに対して高い威力を発揮するという特性を持つ。双属性とは異なり、火+水+雷の「天翔」など、3種類以上の属性を併せ持つ複属性も存在する。
斬れ味
武器の鋭利さを表し、近接武器にのみ存在する。色分けされたバーで表示され、斬れ味が高いほど弾かれにくく、攻撃力に高い威力補正がかかる。斬れ味は武器の使用によって減少するが、砥石を用いて修復することができる。
色は紫⇒白⇒青⇒緑⇒黄⇒橙⇒赤の順に低下していく（例外としてMHFには紫のさらに上に空色が存在する）。
弾数
ボウガン、ガンランスにのみ存在する性能。武器に装填できる弾数を表し、武器や弾の種類によって異なる。
会心率
MH2より登場。クリティカルヒットの確率がパーセントで表記され発生確率と威力が変動する。
数値が+の場合は一定確率でダメージが増えるが、-の場合はダメージが減少する確率となる。
近接武器の斬れ味ゲージの色や、「見切り+○」などのスキルによって変動することもある。
攻撃力ブースト
MHP3に登場。武器自体は変化せず攻撃力を底上げする。ブーストには武器に対応した「武具玉」が必要。

#### 狩猟スタイルのシステム
『MHX』（MHXX含む）と『MHF』には、同じ武器種でも立ち回りを変更することができるシステムが存在する。
狩技(かりわざ)
MHXに登場。ハンターが精神力を集中させて解き放つ大技。
ゲームのシステム的には、モンスターに攻撃を当てる度に狩技ごとに設定されたゲージが蓄積し、一杯になった状態で狩技のコマンドをタッチすることで発動する特殊なアクション。
武器種問わず使える狩技と、武器ごとに固有の狩技の2系統あり、後述の狩猟スタイルによりセットできる数が異なる。
MHXXでは装備している中から1つを「SP狩技」に指定でき(レンキンスタイルのみ3つとも指定可能)、使用すると同じエリアにいる全メンバーが狩猟スタイルに応じて強化効果が発生する「SP状態」となる。
狩猟スタイル
MHXに登場。4種類(MHXXでは6種類)のスタイルがあり、スタイルごとに同じ武器でも行えるアクションが大きく変わってくる。
ギルドスタイル
4Gまでの操作方法にXで追加されたアクションを付け足した仕様。セットできる狩技は2種。
既存のシリーズ経験者向けで、狩技も過不足なく使えるため、バランスのいいスタイル。
他のスタイルは「ギルドスタイルから何らかのアクションを削った仕様」であることが多く、純粋なコンボ面では最も多様な技を使えるスタイルになる。
ストライカースタイル
ギルドスタイルからいずれかのアクションを削った代わりに、狩技に特化したスタイル。セットできる狩技は最多の3種。
操作方式としては、過去のいずれかの作品に近い操作スタイルになる武器が多い。
また、被ダメージ時も狩技ゲージが溜まる特殊な仕様が追加される。
エリアルスタイル
空中戦に特化したスタイル。セットできる狩技は1種類。
大剣の地上溜め斬りなど、各武器種の地上での主要アクションを削った代償に、空中で使用できるアクションが追加されている。
また、回避が全ての武器で小さく前方宙返りする「エア回避」になる(ランスとガンランスは宙返りしない「エアステップ)。
エア回避でモンスターなどのオブジェクトを踏むことで、ジャンプ攻撃に移行可能。これにより、積極的に乗り状態からのダウンを狙って行けるスタイルになっている。
ブシドースタイル
「ピンチをチャンスに変える」スタイル。セットできる狩技はエリアルと同じく1種類。
ランス、ガンランス、剣モードのチャージアックスは「ジャストガード」、それ以外の武器は「ジャスト回避」というアクションが追加される。
それぞれ、モンスターの攻撃を命中する直前でガード/回避することで武器固有の特殊なアクションに移行できるようになる。また、ジャストアクションを成立させると狩技ゲージが溜まる。
ジャストガード/回避後のアクションが強力な一方で、太刀の気刃大回転斬りなどオミットされた技が多く、相手が攻撃してくれないと大技を使いづらいという欠点を抱えている。
ブレイヴスタイル
MHXXで追加された攻撃特化スタイル。セットできる狩技は1種類。
攻撃し続けることでブレイヴ状態を発動させ、強力なアクションを解放することができる。
また、「納刀継続」からダメージを軽減しつつ素早く離れて納刀する「イナシ」もしくは即座に攻撃に移行しつつブレイヴゲージを大きく貯める「納刀キャンセル攻撃」に派生可能。
レンキンスタイル
MHXXで追加された支援特化スタイル。セットできる狩技はストライカーと同じく最多の3種、更に全枠SP狩技として指定可能。
レンキンゲージを消費してマカ錬金タルを振り、様々なアイテムを生成して支援することができる。
秘伝書
MHF シーズン8.0で登場。ハンターランク5になると一部の技や回避行動が変化する秘伝書が装備可能となる。
G級昇格後は秘伝書を「G級秘伝書」に強化することが可能で、これにより「Gスキルランク（GSR）」という形になる。
なお、これらの条件となるHRなどの数値はアップデートで緩和などが行われている。当初の仕様では最初の1つを取得できるHRが500であり、2つ目以降は「既に持っている武器種全てにおいてSR(スキルランク: G9.1までの仕様においてはG級以前の段階にも存在していた、武器種単位での経験レベル)が200以上」という条件となっていたが、G7で1つ目を取得するHRが300に緩和され、G10でG級以前のシステムが大幅変更され現在の仕様となっている。またG9.1までのMHFではG級ハンターに昇格するための前提条件が「ハンターランク999+秘伝書のうち最低一武器種がSR999であること」となっていた。
地ノ型
秘伝書取得以前から使用可能なデフォルトのスタイルを「地ノ型」と呼ぶ。
天ノ型
秘伝書取得時点で使用可能になる新たなスタイル。
最初から使用可能な11武器種においては、地ノ型から一部の動作を差し替えた形となる。
嵐ノ型
シーズン10より登場した、秘伝書取得後に使用可能な新たなスタイル。最初から使用可能な11武器種においては、天ノ型からさらに別の動作を差し替えた物となる。
当初の条件はSR100+ランダムで指定される「指定モンスターのHCクエストでの一定数討伐」という内容の試練を達成することとなっていたが、MHF-G10より穿龍棍以外は秘伝書取得時点で試練に挑戦可能となり、2017年4月のアップデートで試練は廃止され秘伝書取得のみで使用可能になる。
極ノ型
G級に昇格後使用可能になるスタイル。MHF-Zで登場、当初はGSR300+嵐ノ型習得済みが条件であったが2017年4月のアップデートよりG級昇格時点より使用可能となる。
ベースになるスタイルは武器種によって異なり、中には全ての型における基本的なアクションを使用可能になっているものもある。
また、全ての武器種で抜刀状態を維持したままダッシュモードに移行できる「抜刀ダッシュ」が使用可能になる。

#### MHFの武器特性
MHFには、武器自体にも特性を持つものが多数存在する。
特殊リーチ武器
MHF シーズン2.5より登場する武器。
長・短・極長・極短・特殊リーチAに分類され、刀身が太刀のように長い片手剣やモンスターに密着しないと当たらない槍などがある。
リーチの短い武器は攻撃力や属性が非常に高いことが多い。
SP武器
MHF シーズン2.0より登場する武器。
HR5(当初はHR100)以上の凄腕クエストに参加していると、攻撃力や会心率にボーナスがつく。
外見は既存の武器の色違いで、属性も異なる場合が多い。
剛種武器
MHF シーズン4.0より登場する武器(シーズン3.5より登場していた「特殊古龍武器」が改称されたもの)。
HR5(当初はHR100)から受注可能な剛種モンスターを狩猟することによって入手できる「討伐の証」や各種素材で生産できる強力な武器。
武器種によって基本的な特性が異なる他、近接武器ではそれまでの武器にはない独特な斬れ味ゲージを持つものも多い。
進化武器
MHF シーズン7.0より登場する武器。大厳竜ラヴィエンテから入手する「撃玉」によって武器のレベルを上げる。レベルが上がるにつれ武器の輝きが増し、グラフィックでも確認できる。最終的には剛種武器やHC武器をも凌駕する性能になる。
近接武器では切れ味消費が激しくなる替わりに攻撃力が上がる「強撃剣晶」を装填可能。ガンナー武器はそれぞれ効果の異なる特殊な弾系アイテムが装填可能なため各武器の説明にて記す。
HC武器
MHF シーズン8.0より登場する武器。
ハードコアクエストに登場する特異個体の素材を用いた武器で、ハードコアクエストで戦うことに特化している。
ハードコアクエストに参加していると、近接武器は斬れ味ゲージが全てランクアップし（たとえば赤⇒黄⇒緑であれば黄⇒緑⇒青と丸ごと強化される）、ガンナー武器は会心率が数値にしてプラス40%される。
また、性能に対してレア度が非常に低いのも特徴。
剛猫武器
MHF シーズン10より登場する武器。「ゴウニャブキ」と読む。
武器の攻撃力や会心率、属性の強さ、装飾品用スロットの数、近接武器であれば斬れ味ゲージ、笛やガンランスなら使用できる旋律や砲撃タイプなど、外見を除く全ての性能がランダムで決定される武器。
特に強力な性能が選出された剛猫武器はさらに上位2段階に分類され、それぞれ名称が専用のものに変化する。
親方印武器
MHF フォワード.2より登場する武器。
主にイベント武器や狩人祭武器などのHR5における最終強化形態に位置し、性能が高く武器の出し入れが高速化する(同様の効果を持つスキル「武器捌き」が自動発動する)という特徴を持つ。
天嵐武器
フォワード.4の中間アップデートから登場する武器。
剛種武器のさらなる派生先として存在していた武器に「天嵐武器」という名称が付けられ、「天嵐防具」と併用すると、紫ゲージを持つ近接武器はさらに上の空色ゲージとなり、ガンナー武器は適切なダメージを与えられる射撃距離（クリティカル距離）の威力が増加するようになった。
なお、武器を構えると緑と赤のオーラが放出されるなど、外見でも区別がつきやすいようになっている。
覇種武器
MHF フォワード.5より登場する武器。覇種の素材を用いた武器で、天嵐武器の強化型に当たる。
天嵐武器をも上回る凄まじい超高性能を持ち、製作難易度も非常に高い。
基本的に天嵐武器と同じ特性だが、効果を引き出すためには天嵐防具の上である「覇種防具」が必要。
武器を構えると青や紫のオーラを纏う。
G級武器
MHF-Gより登場する武器。
G級昇格後、G級クエストで獲得できる素材を用いて生産・強化する武器。
大きく分けると「1〜50までのレベルが存在する物」「レベルは存在せず、武器によっては今までの武器と同様に強化で名前が変化する物」の2種類がある。
従来の装飾品を装填不可な代わり、「シジル」という特殊な装飾品を2つ(LV30以降は3つ)装備可能。「シジル」は大きく分けて「純粋にパラメータを上昇させるもの」「それ単体でスキルのような効果を発揮するもの」の2種類が存在する。
烈種武器
MHF-G3より登場する武器。覇種武器の次にG級ランクの「G級覇種武器」という段階を挟んだのち、そのG級覇種武器から烈種モンスターの素材を用いて強化する。
武器を構えると粒子状の赤光を帯びる。烈種強化時に特定のスキルを内包するようになる。
覇種武器の真価を発揮するために覇種防具が必要であったように、烈種武器の最大威力を発揮するためには「烈種防具」が必要。
G級技巧武器
MHF-GGより登場。G級クエストで獲得できる素材などを用いて強化する武器。
大きく分けると「G級以前の武器にさらなる強化を施した物」「Lv50のG級武器に、GR800以降においてG級遷悠クエストで追加で入手できる素材でさらなる強化を施した物」の2種類があり、後者は武器名の前に「改」などの接頭語が付くことが多い。また後者の場合ボウガンも元武器Lv50からの強化となる。
レベル制のG級武器と同様に1〜50までのレベルが存在し、その他に「親方印効果」「移動速度UP」などの効果が付与される。
始種武器
MHF-G7より登場。烈種武器を始種モンスターの素材でさらに強化した物。内包しているスキルが強化される(一部例外あり)。
烈種武器に対する烈種防具のように、始種武器の力をさらに引き出すことが出来る「始種防具」も存在する。
遷悠武器
MHF-G7末期より登場。MHF-G8より登場した「遷悠種」の素材による武器など、MH3以降の作品で初登場した物がMHFに移植された物。
シジルと装飾品を混在して装着可能なほか、スキル「早食い」が自動発動する。
辿異武器
MHF-Zより登場。GR200〜狩猟可能な「辿異種」の素材で生産・強化する物。ボウガンもMHP3以降のように個別生産ではなく派生強化となる。
辿異種の発達部位の破壊がしやすくなるほか、武器ごとに固有の辿異スキルが自動発動する。

#### 剣士

##### 大剣
全シリーズに登場。
モンスターハンターを代表する両手剣。飛竜をはじめとする大型生物を狩る為に開発され、実在した両手剣よりも巨大な刀身を持つ。両刃、片刃など武器によって形状が違い、大斧や巨大棍棒のほか、冷凍したカジキマグロなどといった変り種も含まれる。
機動力は低いものの高い攻撃力と広い攻撃範囲を持つ。抜刀、納刀の動作が速く、一撃離脱による戦闘も可能。刀身を盾として使い、斬れ味を犠牲にガードも可能。
MH2からは、力を溜めて縦一文字に振り下ろす「溜め攻撃」が追加。溜め中は一切動くことができないが、風圧の影響を受けず、威力は全武器種中でも最大級である。
MH3では「強溜め斬り」と打撃属性を持つ「横殴り」が追加された。
MHXの大剣
ギルドスタイル
一部コンボが追加された以外はMH4Gと大きな違いはない。
ストライカースタイル
MH3で追加された強溜め斬りと、そこから派生する強薙ぎ払いが削除されたスタイル。
横殴りが追加されたMHP2G仕様に近いが、溜めすぎによる弱体化はない。
エリアルスタイル
地上溜め斬りが使用不可になる代わりに、溜め時間の極めて短い空中溜め斬りが使えるようになる。
また、抜刀斬りが小さくジャンプする跳び込み斬りに変化し、これも乗り攻撃扱いになる。
ブシドースタイル
ジャスト回避後は「斬り上げ→高速溜め斬り」に派生可能。
高速溜め斬りは極めて溜め時間が短い。
高速溜め斬り後は溜め段階に応じた強薙ぎ払いに派生可能。
狩技
獣宿し【獅子】
読みは「けものやどし【しし】」。大きく薙ぎ払った後、力を込めて納刀する。納刀モーションまで完了すると成立し、ハンターの顔が黒い靄のようなもので覆われ、その中に赤い眼が輝くようになる。
「納刀後、最初の攻撃のみ威力が増加する」という効果が付与される。なお、「攻撃」なら全てが対象になるので、あらゆる武器で使えるアクション、「キック」でも威力が増加し効果終了する。
他の狩技と組み合わせることも可能で、震怒竜怨斬と組み合わせることで、大剣における最大ダメージを狙うこともできる。
薙ぎ払いがモンスターに当たらなくとも威力増加効果は成立する。
震怒竜怨斬
読みは「しんどりゅうえんざん」。大剣を肩に担ぎながら、通常よりも極めて長いモーションで溜めた後、地面を揺るがす勢いで溜め斬りを放つ。
溜めモーション中はスーパーアーマーが付与され、さらに溜め中に食らったダメージに応じて溜め斬りの威力が向上するという特徴がある。ただし、溜め中に体力がゼロになった場合は普通に力尽きてしまう。
地衝斬
読みは「ちしょうざん」。大剣を地面に擦りつつ切り上げ、衝撃波を放つ狩技。
大剣の技では珍しい長リーチ技。ただし、振り上げる大剣それ自体にも攻撃判定があるので、最大の威力を出すためには近接戦で当てる必要がある。
また、味方に当たると吹き飛ばすため、扱いには要注意。
MHFの大剣
地ノ型の時点で使用可能なアクションとして、シーズン10では「なぎ払い」「斬り上げ」による抜刀と「縦斬り」「なぎ払い」「斬り上げ」それぞれの追加技となるフィニッシュ攻撃(弾かれ無効効果あり)が、G1では地面に剣を突き立てて行う「強ガード」やモンスターの如何なる攻撃に吹き飛びもしなくなる「不動」が追加されている。
また、秘伝スキル「大剣技【剣王】」では攻撃ガード時に斬れ味が逆に回復する。
天ノ型
「縦斬り」の溜めができなくなり、キックが「ガード斬り」に差し替えられる。
ガード斬りはガード判定を持ったなぎ払いで、モンスターの攻撃をガードすることで威力が上がる。ガード成功時には斬れ味を消費せず、ガード成功回数が多いほど威力が高くなり、溜め斬りを大きく超える威力となる。
嵐ノ型
「斬り上げ」の溜めが可能になるが、ガード(強ガード含む)が不可能になる。
「斬り上げ」の溜めにおいては、地ノ型における「縦斬り」のそれと違い最大溜め状態での攻撃を行うには所定のタイミングでボタン操作を止めなければならない。
極ノ型
「縦斬り」「斬り上げ」ともに溜めが可能、ガードは有効時間の短い「ジャストガード」になる。
ジャストガード成功時には「ガード斬り下ろし」「ガード薙ぎ払い」のいずれかに派生可能。また、一定回数成功させると「輝烈剣」が使用可能。
抜刀中のダッシュも可能で、「ダッシュ斬り」「溜め斬り上げ」のいずれかに派生できる。

##### 片手剣
全シリーズに登場。
小型の剣と盾を組み合わせた装備。棍棒や手斧に小型の鎌、鉈などもある。
防御力と機動性を両立しているが、攻撃力が低くリーチも短いため、大型モンスターには不向き。防御性も悪く、ガードしていても大きく体勢を崩してしまう。小型かつ振りやすいためか、他の武器種よりも弾かれにくい。また状態異常属性、通常属性が付与されたものが多く、手数を活かして欠点を補える。
MH2以降のシリーズでは武器を構えたままアイテムが使えるようになり、回復や補助が素早くできるようになった。
MH3では盾で攻撃する「バックナックル」、水平に振る「水平斬り」、上方向に広い攻撃範囲を持つ「斬り返し」が追加された。
MH4では一度引いてから勢いをつけて斬りかかる「突進斬り」、さらに手に力を溜めて一気に斬りつける「溜め斬り」が追加され、さらに他の武器種と違って小さい段差を駆け上ってのジャンプ攻撃も可能である。
MHXの片手剣
新要素として「刃薬(じんやく)」が追加。店などで購入できる消耗品で、戦闘中に使うことで一定時間片手剣に特殊な効果を付与できる(ただし一度に一種類のみ)。
会心率を引き上げる「会心の刃薬」、スタミナ減少・めまい効果を付与する「減気の刃薬」、モンスターをひるませやすい「重撃の刃薬」、弾かれ無効効果を付与する「心眼の刃薬」がある。
ギルドスタイル
MH4Gとほぼ同じ仕様である。
ストライカースタイル
「バックステップ→溜め斬り」の派生が削除されている。MH3Gにおける操作方法に近い。
エリアルスタイル
Aボタンによる攻撃がスティックの有無にかかわらず盾攻撃になっている。
なお、基本的にエア回避からは降下時しか攻撃できないが、片手剣とスラッシュアックスの剣モードのみ、ジャンプ上昇時にも攻撃判定が発生する。
ブシドースタイル
バックステップはできるが、そこからの溜め斬りが不可になる。
Aボタンによる攻撃がスティックの有無にかかわらず盾攻撃になっている。
ジャスト回避後は上方に大きく飛び上がるジャンプ攻撃か、前方に飛び込むジャンプ攻撃のどちらかに派生可能。どちらもジャンプ攻撃なので、乗り状態に移行できる。エリアルスタイルではないが、段差なしで乗りを狙える。
狩技
ラウンドフォース
周囲一帯を薙ぎ払う狩技。攻撃範囲は極めて広い。
発動と同時に無敵になるのが特徴で、緊急回避的に使用することもできる。
昇竜撃
読みは「しょうりゅうげき」。突進斬りを繰り出した後、盾でアッパーカットを繰り出す。
盾部分の気絶値が極めて高く、モンスターの頭部に当てることでめまい状態を狙いやすい。
ブレイドダンス
踊るような動きで繰り出す連続斬撃。定点火力に優れた狩技で、双剣の乱舞に近い性質の技。
MHFの片手剣
地ノ型の時点で使用可能な追加アクションとして、シーズン10では「ジャンプ斬り」後に地面を滑りながら真上を斬りつける「スライディング斬り」が、G1ではその場で突き→薙ぎ払い→振り下ろしを繰り返し続ける「無限連斬」が追加されたほか、ガード中の状態から盾で殴る「シールドアタック」(シーズン10追加、当時は左右に殴る技だった)が2段技となり2段目も盾を構えたまま大きく踏み込む「シールドバッシュ」に変更された。
またG1よりジャンプ斬りが盾と剣による高速二段攻撃となっている。
また、秘伝スキル「片手剣技【剣聖】」では進化武器用の「強撃剣晶」を除くすべての剣晶が使用可能なほか、抜刀中の移動速度もアップする。
天ノ型
「回転斬り」がジャンプしながら剣を振り上げて地面に叩きつける「ジャンプ2段斬り」に差し替わる。
また攻撃後の回転回避がステップに変化し、前方へのステップも可能。
嵐ノ型
「斬り下ろし→横斬り→剣と盾のコンボ」が「突き(中段→上段→下段)→上下斬り(斬り上げ→斬り下ろし)」に差し替わる。
極ノ型
「回転斬り」「ジャンプ2段斬り」ともに使用可能な一方、「ガード斬り」が盾での攻撃となる「シールドブロウ連打」に差し替わっている。
「無限連斬」がコンボ中以外では使用できなくなった。
抜刀ダッシュからは「ジャンプ回転斬り」「ダッシュシールドブロウ」に派生可能。
攻撃中に回避行動をとりながら反撃する「回避攻撃」も可能。

##### ハンマー
全シリーズに登場。
巨大な鉄や骨の塊を振り回して戦う。戦槌やメイスなどが含まれる。人形やサボテンなどを鈍器に改造したものもある。
間合いが短くガードはできないが、高い攻撃力と軽快な機動力を併せ持つ。打撃武器ではあるが斬れ味は存在する。
スタミナを消費することで「溜め攻撃」を行うことができる。大剣とは異なり溜め状態での移動も可能。弾かれなくなるという利点もあり、硬い外殻を持つ敵に向いているが、柔軟な外皮を持つ敵との相性は悪い。
MH2以降の作品は、相手の頭部に一定の攻撃を加えると気絶値が蓄積され、一定値を越えた時点でモンスターを全く無防備な「めまい」状態にできる。
MHGでは3連撃のフィニッシュが回転振り上げになった。
MH3では回転攻撃直後に放てる「逆回転スイング」、「溜めII攻撃」がアッパースイングに変更された。また、本作では新たにモンスター側にもスタミナの概念が取り入れられるとともに、打撃武器には攻撃ヒット時に相手のスタミナを減少させる「減気属性」という効果が持たされたため、攻撃しつつ相手のスタミナを奪い弱化させられるようになった。
MHXのハンマー
ギルドスタイル
基本的にMH4Gとほぼ同じ仕様。
ストライカースタイル
縦3連撃の3発目が振り上げではなく振り下ろしになる。
これは初代MHの物に近い仕様。
また、溜め時間が短くなる特殊効果が追加され、立ち回りの変化が大きい。
エリアルスタイル
溜め段階の3段階目がアッパーに変化し、ハンマーを振り回す攻撃が使えなくなってしまう。ただし、このアッパーは溜め2段階目のものより威力が大きい。
空中では、単発振り下ろしと2段連続振り下ろしの2種類の技を使用可能。
ブシドースタイル
溜め攻撃の派生が、MHGのそれに近い仕様になる。
ジャスト回避後は、普通に振り下ろして攻撃するほか、専用の溜めモーションに移行することも可能。溜め時間が短く、特殊な溜め技を使用可能。
狩技
スピニングメテオ
ハンマーを縦方向に猛烈な勢いで回転させ、最後は強烈な叩き付けを放つ狩技。
タイフーントリガー
通常の移動溜め3の強化版のような狩技。高速で横方向に回転しながら、コマンドを入力したタイミングで強力な振り上げ攻撃を放つ。
コマンドを入力しなかった場合、最後はハンマーを振り下ろして終わるのは通常の移動溜め3と同じ。
大挑発
読みは「だいちょうはつ」。ハンマーを振りかざしつつ周囲を攻撃、その後一定時間モンスターの注意を自身に引き付けるサポート用の狩技。
モンスターの攻撃が自分に集中することで頭を狙いやすくなるなど、パーティープレイでの恩恵が大きい。
MHFのハンマー
地ノ型の時点で使用可能な追加アクションとして、シーズン10からは「武器出し攻撃」から続く技として、武器を勢いよく地面に叩きつける「片手スタンプ」とバットをスイングするように武器を振り抜く「振り抜き」が、G1では溜め2段階で踏み込みながら槌を振り上げる「溜め振り上げ」が追加されたほか、派生攻撃のバリエーションも増えた(溜め攻撃1→横振り→縦振り2〜3、など)。
秘伝スキル「鎚技【鈍器獣】」では溜め段階が最大になった瞬間に技を繰り出すと威力が大幅に上昇する。
天ノ型
「回転攻撃」が左右に武器をリズムよく振り回し続ける「乱打」に差し替わっている。
嵐ノ型
溜め攻撃に4段階目となる「ジャンプスタンプ」が追加されるが、タイミングよくボタン操作を止めないと溜め攻撃2になってしまう。
極ノ型
溜め攻撃の段階が嵐ノ型からさらに増え、5段目の「二連スタンプ」が追加される(こちらもボタンを離すタイミングに制限あり)。
立ち止まった状態での溜めが専用の「振り回し溜め」となり、そこからは嵐ノ型の物とは別のジャンプスタンプに派生する(溜めた段階によって威力も変化)。
また、抜刀ダッシュから縦振りもしくは溜め攻撃に派生可能。

##### ランス
全シリーズに登場。
ハンターの半身〜全身を覆う大きな盾と槍を組み合わせた武器。一般的な円錐型のランスだけでなく、通常の竿状の槍も存在する。
抜槍と納槍が遅く、回避が出来なくなる代わりステップ移動が可能となる。機動性は低いが、長い間合いと全武器随一のガード性能を持ち、ガードしながらの移動、攻撃も可能。
正確にモンスターの部位を狙えるため、弱点に連続でダメージを与えることができる。
斬撃とやや弱い打撃の属性を持ち、より有利なほうが自動的に適用される。
スタミナを消費して行う突進攻撃は連続でダメージを与えられ、スーパーアーマー状態となる。移動速度の遅さを補う目的でも用いられる。
MH2以降、攻撃力と間合いに下方修正が行われた。間合いに関してはMHP2Gで元に戻っている。
MHP2以降のシリーズでは3回連続ステップが行える。MHFではアップデートで追加された。
MH3ではタイミングよくモンスターの攻撃を盾で弾き、直後に反撃を行う「カウンター突き攻撃」、前方をなぎ払う「なぎ払い」、ガードを行いながら前方へ3歩移動する「ガード前進」が追加された。
MH4では、突進からジャンプ攻撃が可能で、操虫棍と同じく地形に囚われず乗り攻撃が行える。
また、突進からの振り返り薙ぎ払いが可能になった。
MHXのランス
中段突き、上段突き共に三段目が多段ヒットする強突きに差し替えられる。
威力は高めだが、その反面隙も大きい。
ギルドスタイル
強突きの追加以外は4Gと同じ。
ストライカースタイル
全スタイル中唯一、強突きが使用できず4Gと基本コンボが共通している。
そのため、基本コンボに限ってはギルドよりも4Gに近い感覚で操作できる。
また、突進ジャンプと薙ぎ払いが使えなくなった代わりに、突進フィニッシュの威力が他スタイルより高い。
操作感覚としては、MHP3の操作から薙ぎ払いを削除したものに近い。
エリアルスタイル
ガード前進が使えなくなり、攻撃後のサイドステップは使えるものの、通常のバックステップが前方へのエアステップに差し替えられる。
ジャンプ後は自動的にガードする「ガードジャンプ」になり、攻撃はジャンプ強突きとジャンプ突進が放てる。
ブシドースタイル
カウンター突きが使えなくなる代わりに、ジャストガードが追加される。
ジャストガード後は威力の高い十字払いが使用可能。
狩技
シールドアサルト
ガードと突進の複合技。盾を構えたまま、猛スピードで突進する。
スタミナを消費せず使え、通常の突進同様フィニッシュ突きも放てる。
ガードレイジ
防御・自己強化型の狩技。盾を振りかざしてモンスターの攻撃を待ち構え、その状態で攻撃がヒットすると成立する。
モンスターの攻撃の威力に応じて一定時間槍が光を纏い強化される。
なお、ダメージ判定さえあれば良いので、自分が設置した大タル爆弾でパワーアップすることも可能。
スクリュースラスト
力を込めて前方へ渾身の突きを行う。
槍本体だけでなく、長い衝撃波が同時に放たれそちらにも攻撃判定がある。
非常に射程が長い狩技である。
MHFのランス
地ノ型の時点で使用可能な追加アクションとして、シーズン10ではのけぞりにくい姿勢で構えてから鋭い突きを繰り出す「ふんばり上段突き」(G1よりスーパーアーマー効果追加)が、G1では上段突きによる抜刀が追加された。またガード方向を固定したまま移動できたり、スタミナを消費してその場で強力なガードを行う「強ガード」や、周囲に防御フィールドを展開して全方向からの攻撃を防ぐとともにフィールド内のすべての味方ハンターに代わってモンスターの攻撃を防ぐ「範囲ガード」(防げる回数はガード性能スキルに依存)もG1で追加された。
また地ノ型の「突進」がシーズン10より経過時間に比例して速度と威力が上昇するようになり、G1で突進の加速過程が3段階となって威力が上昇した。
秘伝スキル「槍技【天槍】」ではステップが4回可能になる他、ガード時の削りダメージが無効化される。
天ノ型
突進が不可能になるが、その代わりに真上に近い角度を突く高威力の「天上突き」が使用可能。また、3種類の突きによるコンボが4段になる。
嵐ノ型
ガード突きが盾で防御しながらすばやく前進して槍身で殴りつける「ガードチャージ」に差し替えられる。MH3やMHP3の「ガード前進」と違い、前進中にも攻撃判定があり、ガード可能な攻撃ならスキルに関係なくのけぞらないという特性をもつ他、武器自体のリーチの影響を受けない。
極ノ型
4段のコンボ中任意の時点で、高威力の前方突きとなる「フィニッシュ突き」や、バックステップからの突き攻撃「回避突き」に派生可能。
抜刀ダッシュからは通常の中段突きの他、「ジャンプ突き」」「ダッシュガード」に派生することも可能。
またガードによってガードストックゲージが蓄積され、これを解放することでエリア内のメンバーの体力を回復することができ、蓄積量によっては自身の攻撃力も上昇する。

##### 双剣
MHG以降の、MH3以外全てのメインシリーズに登場。
片手剣から派生する武器で、文字通り二刀流で戦う。手斧や扇子、鉤爪付のグローブなどなども含まれる。
ガードができずリーチも短いが、強力な連続攻撃を行える。そのため斬れ味消耗が激しく、こまめに研ぐ必要がある。
「鬼人化」という特殊能力があり、発動中はスタミナを消費し続けるが、攻撃力が上昇し風圧や小さなダメージではのけぞらなくなる。技のモーションも変化し、「乱舞」という連続攻撃が可能となる。
鬼人化中にモンスターの咆哮を受けて硬直させられると、MH2までは硬直中も鬼人化状態が保たれたが、MHP2以降は硬直と同時に解除される。また、MHFでは鬼人化した瞬間にスタミナ消費無効の効果が切れる。
MHP2、MHF、MHP2Gでは、乱舞中は通常属性のダメージが減少するようになっている。
MHP3では、「鬼人ゲージ」が追加され、鬼人化中による攻撃で増加させることができ、最大まで溜まった状態で鬼人化を解除すると「鬼人強化」となる。鬼人強化状態になると、攻撃速度が増し、回避動作が鬼人化状態と同じになる。さらに「鬼人強化」状態で連携技として出せる、鬼人ゲージを消費する攻撃「鬼人連斬」が追加された。「鬼人強化」状態は鬼人ゲージが無くなるまでは鬼人化状態を解除しても維持される。鬼人化状態では強走薬の効果の続く時間が短くなるようになったほか、動作がやや大振りになり隙が増えた。
MH4Gでは、鬼人連撃から「鬼人連斬フィニッシュ」という新たな攻撃につなげるようになった。
MHXの双剣
特殊パネルに突進斬りが割り当てられ、鬼人化状態でも鬼人突進連斬が使用可能になった。
ギルドスタイル
突進連斬で段差に突っ込むことでも空中回転斬りが使用できるようになっている。
ストライカースタイル
鬼人ゲージがなくなっており、鬼人強化を行えなくなっている。
また、乱舞後回避への派生が早くなっている。
エリアルスタイル
通常状態での立ち回りは、回避がエア回避に差し替わっている程度だが、乱舞が鬼人突進連斬に差し替えられている。そのため、地上での定点火力がやや低下した。
ただし、ジャンプ攻撃からの着地直後に限り通常の乱舞も使用可能。
鬼人化状態では、エア回避からのジャンプで、回転しながら斬りつける鬼人回天連斬が発動する。
ブシドースタイル
鬼人回避や突進連斬で段差に突っ込んでも、空中回転乱舞が使用できない。
通常時はジャスト回避後、ダッシュして切り上げに派生する。
鬼人化及び鬼人強化状態では、回避と同時にきりもみしながら空中回転攻撃を放てる。
また、ジャスト回避後ダッシュではなく2度の鬼人ステップに派生する。このため、他武器のブシドーと異なりジャスト回避後に方向転換が可能。
狩技
血風独楽
読みは「けっぷうごま」。大きく回転しながら長距離を移動して斬りつける。
最後は剣をクロスさせてフィニッシュ。回転中は方向転換が可能。
天翔空破断
読みは「てんしょうくうはだん」。高速で前方に向けてダッシュし、その途中に段差があれば駆け上がって空中で回転斬りを繰り出す。
他の狩技と異なり、「段差がなければ使用できない」という制約が存在する。
獣宿し【飢狼】
読みは「けものやどし【がろう】」。双剣を構えて気合を入れ、大剣の「獣宿し【獅子】」と同じくハンターの顔面が黒い靄に覆われる。
発動後一定時間、攻撃のヒット数が増加する。
MHFの双剣
地ノ型の時点で使用可能な追加アクションとして、シーズン10で左右の刃を打ち合わせて微量の斬れ味回復効果と一定時間弾かれ無効の効果を得る「刃打ち」が、G1ではスタミナの代わりに体力を消費して「全ての動作をさらに高速化」「回避行動が回避方向に応じた攻撃に変化する『真鬼人回避』」「乱舞(乱舞改含む)のフィニッシュ攻撃となる『乱舞旋風』」が使用可能になる「真鬼人解放」が追加された。
「刃打ち」はコンボ中に使用すると、組み込まれた回数に応じて攻撃力が上昇する効果もある。
「真鬼人回避」は攻撃動作として認識されるため、刃打ちによる攻撃力アップが維持される一方、強走効果の持続時間が短縮される。前方への回避時は斬り払い、左右への回避は移動斬り、後方への回避時はバックジャンプの勢いを使用した斬り上げとなる。
秘伝スキル「双剣技【双龍】」では鬼人化中にモンスターを攻撃するとスタミナが回復するほか、鬼人化・真鬼人解放のモーションが高速化される。
天ノ型
乱舞が三連突き→回転斬りの2段技となる「乱舞改」に変化する。当初は三連突きから他の技に派生させて交互に出す形で尋常ではない火力を叩きだすことが可能となっていたが、後のアップデートで後半の回転斬りに火力の重点を移したため弱体化している。
また乱舞改は非G級クエストにおいて乱舞にあった属性値軽減を受けない。
嵐ノ型
斬り払いが「ジャンプ縦回転斬り」に変化し、高いところへの攻撃が可能になる。
極ノ型
基本的には天ノ型+αの構成となっている。
抜刀ダッシュから「空舞連斬」で高所への攻撃を行うことが可能。
「真鬼人解放」の上に「極鬼人解放」が追加され、回転斬りが「上昇斬り」に変化するほか、真鬼人回避も「極鬼人回避」に変化。

##### 太刀
MH2以降、全てのメインシリーズに登場。
もともと大剣として扱われていた細身の武器がMH2以降独立したもので、日本刀や大鎌、薙刀、クレイモアやツヴァイヘンダーのような比較的細身な両手持ちの西洋両刃剣も含まれる。長大な武器のため背負って運用する。
比較的素早い攻撃とリーチの長さが特徴だが、鞘に収めるため抜刀と納刀の速度は大剣に比べて遅い。
“練気ゲージ”と呼ばれるゲージを持っており、攻撃するとゲージが溜まり、最大値まで溜めると攻撃力アップの追加効果が得られる。また、ゲージを消費することで攻撃力の高い「気刃斬り」を繰り出すこともできる。
鋭さを活かして攻撃するため、硬い相手は不向き。また、デリケートな作りのため刀身を使ったガードもできない。
MHP2では練気ゲージの増減に調整が行われ、攻撃力も上方修正された。また、練気ゲージを最大まで溜めた際に、斬れ味が高まるようになった。
MHFでは味方への攻撃による怯みや仰け反りが軽減されている。
MH3では左右へと移動しつつ攻撃できる「左右への移動斬り」、広範囲をなぎ払える「気刃大回転斬り」が追加された。気刃大回転斬りをヒットさせると錬気ゲージの色が変わり、刀身が光り輝く。ゲージの色は白→黄→赤の順で変わり、それに応じて攻撃力が上昇する。攻撃力上昇の効果は一定時間で失われる。
MH4ではゲージの色が赤まで上がっても、一定時間で無色に戻るようになった。また、斬り下がりからキャンセルして気刃斬りを繰り出せる「気刃踏み込み斬り」が追加された。
MH4Gではゲージ赤の時に気刃大回転斬りを当てることで赤状態の時間が延長されるようになった。
MHXの太刀
ゲージ色の仕様はMHP3と同じく、時間経過で一段階ずつ下に低下していくようになっている。
ギルドスタイル
ゲージ色の仕様以外はMH4Gと同じ操作方法。
ストライカースタイル
移動斬りと気刃踏み込み斬りが使えなくなる。大回転斬りが追加されたMHP2G仕様に近い。
エリアルスタイル
地上での気刃斬りが一切使えなくなる。その一方で、空中で気刃斬りが使えるようになっている。
また、ゲージ色が白以上なら、空中で素早く3回斬りつけた後、地上で大回転斬りに繋ぐ「ジャンプ気刃三連斬り」が使えるようになる。
ブシドースタイル
気刃斬りは使えるが、気刃大回転斬りが使えない。また、移動斬りは残っているが、真後ろに下がる斬り下がりは使えなくなっている。
ジャスト回避後は「一文字斬り→気刃無双斬り」が使える。気刃無双斬りをモンスターに当てることで練気ゲージの色が上昇する仕様であり、全スタイル中唯一能動的にゲージ色を引き上げることができない。
狩技
練気解放円月斬り
読みは「れんきかいほうえんげつぎり」。ゆっくりと太刀を円状に振り上げた後、素早く袈裟懸けに斬りつける。
発動後一定時間、気刃斬りをどれだけ使っても練気ゲージが減少しなくなる。
斬りつけ部分が当たらなくてもゲージ減少無効効果は発動し、攻撃と自己強化を兼ね備えた技と言える。
鏡花の構え
読みは「きょうかのかまえ」。太刀を自身の前に掲げ、防御態勢を取る。
この間にモンスターの攻撃がヒットすると、その攻撃を無効化しながら反撃を繰り出すカウンター技。
桜花気刃斬
読みは「おうかきじんざん」。バックステップの後、回転斬りを繰り出す。
モンスターに攻撃が当たってもその瞬間はダメージがなく、一拍置いた後に多段ヒットでダメージが発生する。この際桜の花びらが飛び散る特殊な演出が入る。
攻撃が当たることで、ゲージの色を一段階引き上げられるのが特徴。ブシドースタイルでは、ジャスト回避なしにゲージ色を向上させる唯一の手段となる。
MHFの太刀
地ノ型の時点で使用可能な追加アクションとして、シーズン10では「回転回避直後の突き」や気刃斬り各段の合間などで横方向に高速ステップしながら武器を振り下ろす「ステップ斬り」が登場。G1では地ノ型限定で突きを放ちながら後方へ大きく退避する「突き下がり」が追加されたほか、腰から振り上げるように抜刀しながら練気を解放する「気刃解放斬り」が繰り出せるようになった。気刃解放斬りは練気ゲージの量に応じて威力が上昇し、気刃斬り3段目後のフィニッシュとして行うと大剣の溜め斬りを凌駕する威力の一撃となる。
秘伝スキルスキル「太刀技【刀神】」では気刃斬りなどに使用する練気ゲージの消費量が半分になる他、「練気ゲージが溜まりきっている時に限り業物+2が自動発動(錬気ゲージを消費する技には無効)」「錬気ゲージ点滅時に攻撃力が更に上昇」といった効果が発生する。
天ノ型
「斬り下がり」「突き下がり」の代わりに、モンスターの攻撃を避けてから武器を振り上げる「避け斬り」が使用可能。攻撃に伴う移動方向が逆になるので注意。
また、「ステップ斬り」が気刃斬りの合間にしか使えなくなっている。
嵐ノ型
「突き」が衝撃波を巻き起こしながら強力な突進突きを放つ「貫刺し」に変化、気刃ゲージがMAXの時は最大7連続でヒットする「気刃貫刺し」となる。
極ノ型
ベースのスタイルは嵐ノ型。
抜刀ダッシュからは基本の踏み込み斬りや斬り上げの他、ダッシュ溜め→ダッシュ溜め斬りへの派生も可能。
武器を構えてモンスターの攻撃を受け流し(「いなし」)、そこから「瞬斬」「いなし突き」への派生が可能。
また「斬ゲージ」という新たなゲージが追加され、攻撃などによる蓄積を消費して「解放連撃」を使用可能。

##### 狩猟笛
MH2以降、MH3を除いた全てのメインシリーズに登場。
ハンマーから派生する武器。吹奏楽器として奏でることができ、「ハンティングホルン」とも呼ばれる。巨大なオカリナやバグパイプといった笛のほか、弦楽器や打楽器、ハンドベル状の鐘などがあるが、全て吹奏楽器として使う。
奏でる音楽によって、攻撃力増加やモンスターの位置表示など様々な効果をハンターに付与することができ、付与できる効果は武器の種類によって変わる。ハンマー同様、斬れ味ゲージを持つ。
ハンマー同様の打撃属性、気絶効果を備えるが、移動速度はハンマーに劣る。その代わり、奏でた音楽で自分を強化することで補強することが可能。強化状態なら他のどの武器よりも速く移動でき、さらにはモンスターの肉質が硬くても弾かれず攻撃できるようになる。
MHP2以降、攻撃力、気絶効果が強化された。強力な旋律効果の種類も増え、効力と効果時間も強化された。また演奏中なら小さなダメージではよろめかなくなるなど、有利な修正がされている。MHP2Gでは、攻撃面が全般的に下方修正されている。
MHP2Gには、高周波発生（音爆弾と同じ効果）が追加されている。
MHFには、ひるみが無効になる旋律、斬れ味を回復させる旋律が追加されている。
MHP3以降、攻撃を行うことで譜面ゲージに音色が溜まり、後に演奏することで効果を得る仕様になった。また、攻撃力が低いものの、柄攻撃が切断属性に変更された。
MH4では狩猟笛を大きく振り回す「連音攻撃」が追加。連音攻撃中に任意の攻撃ボタンを押すことで、ワンアクションで2つの音色を蓄積可能になる。
また柄攻撃で最初の音色(白もしくは紫)が蓄積するようになっている。
MHXの狩猟笛
「重音色(かさねいろ)」が追加。これはモンスターを殴ることで該当するアクションの音色が二重音符のマークで蓄積し、旋律を全て重音色で成立させることで、「直前に演奏した演奏効果」も累積して発動するというもの。
また、柄攻撃の音色が変更され、MH3G同様2番目の音色に戻っている。
ギルドスタイル
ほぼMH4Gと同じ仕様。
ストライカースタイル
演奏システムはMHP3準拠だが、アクションがMHP2G仕様になっており、繰り出せる技が大幅に制限される。
エリアルスタイル
地上での連音攻撃が使えなくなり、柄攻撃のみになる。
その代りジャンプ後にジャンプ連音攻撃が使用でき、素早く2つの音色を蓄積可能。
ブシドースタイル
エリアルスタイルと同じく連音攻撃がなくなり、柄攻撃のみになる。
ジャスト回避後は三連音攻撃が使用可能。任意の音色を1〜3個素早く蓄積できる。
狩技
音撃震
読みは「おんげきしん」。狩猟笛を振り回した後、笛に息を吹き込み肉質無視の振動波で攻撃する。
奏纏
読みは「そうまとう」。一定時間、攻撃をヒットさせなくても全ての音色が重音色になる効果が発動する自己強化技。
オルケスタソウル
現在装備している狩猟笛で発動できる全ての旋律効果を同時に発動させる。ただし、パーティーメンバーへの効果はなく対象は自分のみ。
MHFの狩猟笛
地ノ型の時点で使用可能な追加アクションとして、シーズン10からは斬れ味を消費して音爆弾の効果を起こす「音爆演奏」や、今まで通常攻撃からは繋がらなかった音色の演奏が可能となった。G1では演奏で効果を発揮した直後に「重ねがけ」が可能になった。
また、G1より保持されている音色がリセットされる条件が納刀時もしくは復帰後納刀状態になる状態異常発生時のみとなっている。
秘伝スキル「狩猟笛技【奏帝】」発動時には演奏効果が確定するタイミングが早くなる。
天ノ型
「叩きつけ」の代わりに、武器で大きくなぎ払ってから前方上方へ連続で3回まで突き攻撃を行い、最後に足で武器を蹴り上げる「斜め上段突き」が使用可能。威力よりも機動性を重視した技で、使い勝手では「叩きつけ」を大きく上回る。
嵐ノ型
「音爆演奏」の代わりに演奏中の音色を桜色に強制変換する「音色変換」が使用可能。
桜色を使った新たな譜面も存在し、Z1以降は本来攻撃力UPを吹けなかった武器でも攻撃力UPを演奏可能になった。
極ノ型
地・天・嵐全ての型の基本アクションが使用可能(ベースは地ノ型だが「斜め上段突き」「音色変換」も使用可能)。
抜刀ダッシュから回転攻撃が使用可能。
攻撃を当てることで「音響攻撃」の使用条件となるゲージが蓄積され、ゲージが溜まった後同じ色の演奏を2回行った状態から「音響攻撃」を使用してモンスターの肉質ダウンや逃走阻止が可能。

##### ガンランス
MH2以降、MH3を除いた全てのメインシリーズに登場。
ランスから派生する武器で、初期作品における銃剣型のランスが独自に発展したもの。巨大な盾と、槍と銃を一つにした特殊な武器を持つ。ほとんどがリボルバー式で、収納時には中折れ式の形態を取る。中折れ式の場合、再装填の際にも砲身が二つに折れ、作動音とともに空薬莢が排出されるモーションが行われる。
ランスと違い斬撃属性のみを持つ。抜槍時の回避移動がステップになっているが、連続使用ができず突進もできないため、機動力はランスに劣る。最大の特徴として、火薬を使用した砲撃が可能となっている（この砲撃は火薬による爆炎を放つもので、弾丸は発射しない）。相手の防御力に左右されない攻撃力を持ち、射程も通常攻撃より長い。砲撃を行うたびに斬れ味が低下していき、斬れ味が最低の時は砲撃が出来ない。砲撃の威力は武器自体の「砲撃レベル」として表される。砲撃には3タイプが存在し、直線的に爆風が伸びる『放射型』、近距離広範囲に広がる『拡散型』、爆風の小さい『通常型』に分類される。タイプにより装弾数も異なり、通常型>放射型>拡散型の順に多い。
通常砲撃のほかに、飛竜のブレスの原理を応用した大規模な爆発を伴う砲撃「竜撃砲」を発射することができ、威力はおよそ大タル爆弾一つ分（MHP2では約大タル爆弾G一つ分）に相当する。ただし、撃った後の反動はより大きく、一発あたりの斬れ味の消費量も多いうえ、発射後には一定時間の放熱を行う必要がある。放熱時間はシリーズによって異なる。
MHP2G以降、スキルにより放熱時間の短縮や装弾数の増加が可能になっている。
MHP3では、ガンランスそのものを敵に向かって叩きつける「叩きつけ」、砲撃後に弾薬を1発だけリロードする「クイックリロード」、砲撃を溜め撃ちする「溜め砲撃」、「叩きつけ」から派生し弾薬をまとめて発射する「フルバースト」が追加された。また、ガンランスの砲撃タイプに応じて竜撃砲や砲撃の威力に補正がかかるようになった。『拡散型』では「溜め砲撃」、『通常型』は「フルバースト」、『放射型』は「竜撃砲」の威力が少しだけ上昇するが、『拡散型』のみ「フルバースト」の威力が下がる。クイックリロードの導入により連続で砲撃することはできなくなったが、「叩きつけ」「溜め砲撃」「竜撃砲」へとコンボを繋げることが可能である。また、通常攻撃を連続で行うと、最後は「叩きつけ」に派生する。
MHFのガンランス
MHF固有の現象として「砲撃中の特定のタイミングにおいて、モンスターの攻撃を無効化する」という現象が古くから確認されていた。不具合に近い現象であったがこれを修正しようとしたフォワード.5当初問い合わせが殺到し、その後G1において発動条件が調整された。
シーズン10では抜刀からの「横薙ぎ」が追加されている。そこからつながる「連撃砲」もシーズン10時点で追加されていたが、当時は攻撃内容は武器の砲撃タイプに依存していなかった(どの武器でも現在の放射型のモーション)。
G1ではランスと同様の「強ガード」が追加されたほか、「連撃砲」の攻撃内容も武器の砲撃タイプによって変化するようになった。
- 通常型 - 槍を振り下ろしてから一点集中で全弾爆発させる
- 拡散型 - 振り下ろしながら同時に砲撃する
- 放射型 - 右から左に武器を振り回しながら同時に砲撃する

またステップ後さらに同コマンドを入力することで排熱の反動を利用して2段目のステップを行う「排熱ステップ」や、砲撃後に威力を増した弾薬を一発だけ装填する「クイックリロード」、突きからの派生技としての竜撃砲が追加され、竜撃砲は派生元のモーションによっては(左右方向ではなく)上下方向への角度変更が可能になった。また竜撃砲の発射前に砲撃ボタンを追加入力することで装填中の弾薬を追加の火薬として竜撃砲に挿入し、凄まじい爆風と炎で対象を吹き飛ばす「爆竜轟砲」も繰り出せるようになった。
G7以降、竜撃砲などのモーション中正面にガードポイントの判定が追加されている。
秘伝スキル「銃槍技【砲皇】」では「竜撃砲及びヒートブレードの冷却時間緩和」「ヒートブレードの展開時間短縮」「装填数増加」といった効果がある。
天ノ型
「竜撃砲」が使用不可能になり、代わりに「ヒートブレード」が使用可能。
ヒートブレードは銃口からの爆炎を砲撃ではなくバーナー溶断のような炎の刃として形成するもので、ヒートブレードが持続する2分間(フォワード.5までは1分間)は、斬れ味が落ちない・会心率100％・弾かれない・砲撃の火属性が3倍・近接攻撃が砲撃レベルに応じた火属性付加・斬れ味が白未満の場合ワンランク上の斬れ味でダメージ計算、といった多大な効果を得ることが出来る。その反面、効果が切れた瞬間に斬れ味が落ち(当初は最低レベルまで落ちていたが、後のアップデートで斬れ味の消費量は緩和されている)、「竜撃砲」を発射したのと同じく放熱を要し一定時間使用できなくなる。
ヒートブレード発動中は突きコンボのフィニッシュとして身をひねりながらガンランスを叩き付ける「回転叩き付け」が使用可能。
嵐ノ型
ヒートブレード発動中の砲撃が、武器の持つ属性によって決まる「属性砲」となる。無属性武器の場合は打撃ダメージになる。
極ノ型
竜撃砲が使える地ノ型を拡張したスタイル。
抜刀ダッシュ中もしくはガード中に武器を後方に構えて砲撃の反動で前進する「砲撃ブースト」、抜刀ダッシュ中に走りながらリロードする「ダッシュリロード」、爆竜轟砲にさらに上乗せした「極竜滅砲」などの追加技を持つ。

##### スラッシュアックス
MH3以降、全てのメインシリーズに登場。MHFには武器の外形は同じだがアクションの異なる「スラッシュアックスF」という形で登場する。
通常は巨大な両刃斧だが、変形機構によって片刃の大剣となる。納刀時は二つ折りの状態で背負う。
斧と剣の両形態とも攻撃に特化している。斧の状態では攻撃力が高く、やや大振りで攻撃範囲に優れる。さらにスタミナを消費することで振り回しを繰り出すことができる。剣の状態では斬れ味黄色ゲージ以上ではじかれ無効の効果がつき、攻撃範囲は斧に劣るが、内蔵された属性ビンの効果で強力な攻撃が可能となる。専用の特殊攻撃として刀身を突き刺して属性ビンのエネルギーを送り込み絶大なダメージを与える「属性解放突き」を使用できる。剣への変形は“スラッシュゲージ”と呼ばれるゲージを消費して発動させるもので、ゲージが無くなるとリロードを行うか斧モードで自然回復を待つ必要がある。
後述する弓とは違い、ビンは武器ごとに固定されている。物理攻撃力が増す「強撃ビン」、属性値を増す「強属性ビン」、状態異常を与える「状態異常ビン」などがある。抜刀・納刀や攻撃のモーションが長く、ガードが不可能なため防御面はかなり弱い。また、攻撃モーションから左右への回避行動につないだ時のみステップとなる。

###### スラッシュアックスF
MHF版のスラッシュアックス。武器の外形は同じだが、アクションが異なっている。
- 斧形態でも移動速度が速く、また剣形態との攻撃威力バランスも改善されている
- 同じ方向への2回ステップが可能
- 斧形態でのヒット時にスラッシュゲージが溜まる(後述の秘伝スキルと重複する)

など、機動力などの改善がある。
後述の穿龍棍と同様に、G級に上がって初めて使用可能になる。G級昇格以外に必要な条件はない。また実装されたMHF-G10におけるG級までのシステムの大幅改変により、最初の1本を入手した時点で秘伝書を受け取ってすぐにG級秘伝書への強化が可能になっている。
秘伝スキル「剣斧技【斬将】」は「特定の行動により攻撃力上昇」「斧形態でのヒット時にスラッシュゲージが溜まる」「振り回し時のスタミナ消費量が半減」という物。
地ノ型
MH3系の作品に近い動きをする。
天ノ型
基本的には斧形態で使用し、特定の攻撃時に一時的に剣形態に変化する。剣形態への変形を伴う攻撃を使いすぎるとオーバーヒートを起こしてしまう。
抜刀ダッシュが可能(ダッシュ中は剣に変形しておりビンのエネルギーを消費して推進力とする形である)で、回転斬りもしくは斬り上げに派生する。
溜め攻撃も可能。
嵐ノ型
ガードが可能になり、タイミングよくガードすることでもスラッシュゲージをためられる。
剣形態は「光剣モード」となり、また攻撃を当てることでたまったエネルギーを開放する「属性吸収大解放」が使用可能。
極ノ型
天ノ型を基本として嵐ノ型の「光剣モード」絡みが追加されている。光剣モードを起動すると、変形攻撃や「属性解放突き」と言った地ノ型の要素も使用可能となる。

##### 操虫棍
MH4以降、全てのメインシリーズに登場。
「虫笛」という装置と刃状の石突を持った長大な棍と、ハンターの右腕で待機する「猟虫」という巨大な羽虫からなる。猟虫を操る「操虫」という特殊アクションが可能で、モンスターに印を付けて体液を採取させ、そのエキスをハンターが摂取することで能力強化や体力回復を行うことができる。形状は薙刀や槍のようなものから長棍や杖型のもの、柄の両端に刃を持つ剣や金剛杵などがあるが、いずれのものも斬撃属性を持つ。
攻撃は棍で行い、連続攻撃を得意として機動力に優れている。また、棒高跳の要領で段差や高低差を利用せずにジャンプできる「跳躍」というアクションも持っている。
『4G』までは猟虫と棍棒の強化は紐づいていたが、『X』以降は棍棒と猟虫は独立して強化が可能になった。
初登場となった『4』は種類は少なかったが、アップグレード版の『4G』では大幅に種類が増加した。

##### チャージアックス
MH4以降、全てのメインシリーズに登場。
スラッシュアックスから派生する武器。合体機構を備えた武器で、柄部に薬ビンを装着した片手剣と、大型の盾からなるが、これらを合体させることで巨大な両刃斧になる（剣が斧の柄に、盾が斧の刃になる）。剣モードは移動速度や攻撃速度がそこそこ速く、盾によるガードが可能（ただし、ガード性能は低めに設定されており、ガードのたびに斬れ味が低下する）。斧モードは動作が遅くなるが、威力と攻撃範囲に優れる。また、各形態への変形斬りの特定のタイミング（剣→斧の場合は剣を盾に差し込む時、斧→剣の場合は変形斬りの攻撃判定の後）でガードポイントが発生する。ガードポイントと敵の攻撃が重なることで自動的にガードする。この時のガードは通常よりも性能が高くなっている。この仕様はMHXで少し変更されたが、MHWでは4G仕様に戻っている。
剣モード時の攻撃を重ねることでパワーを溜め、溜めたパワーを用いて斧モードで「属性解放斬り」という強力な攻撃にて使用する。属性解放斬りを連続で使うことで繰り出せる「高出力属性解放斬り」というより強力な技も繰り出せる。ゲージが赤以上になると「CHARGE」マークが出て、剣モードでは斬れ味に関係なく攻撃がはじかれてしまうため、定期的にモードを切り替えて戦う必要がある。
斧モードに使うビンには「榴弾ビン」と「属性ビン」の二種類がある。榴弾ビンは肉質を無視した追加ダメージを与え、モンスターの頭部に当てることで打撃武器のようにめまい状態にすることが可能。属性ビンは属性ダメージを増幅したより強力な攻撃を放つ。
MH4Gでは新たなアクションが加わり、剣モードでの盾突き攻撃、剣モードでの剣モードから直接高出力属性解放斬りへ繋ぐ、溜めたパワーを斧の攻撃ではなく自身の強化に使用する「属性強化状態」、 属性強化状態で高出力属性解放斬りをするとより強力な「超高出力属性解放斬り」などの攻撃が使えるようになった。
MHWでは新たに属性強化状態時にビン装填コマンドを長押しすることで剣が強化されるようになった。この状態では、属性強化状態だけでは一部の技しかビンの効果が付与されなかった剣のすべての攻撃アクションにビンの効果が付与されるようになる。
さらにMHW:Iではビンが溜まっている状態で高出力属性解放斬りの待機中に特定のボタンを押すことで斧強化状態に移行できる「属性廻転斧強化斬り」が追加。斧強化状態では、ビンが一定時間ごとに１つ消費される代わりに攻撃する際に斧部分が回転し、相手に多段ヒットするようになっている。

##### 穿龍棍
MHF-G（GGより）に登場。
変形ギミックが仕込まれたトンファーの二刀流で戦う。シリーズ武器種では3番目となる打撃武器。現時点ではMHFシリーズのみ登場。
ハンマーや狩猟笛など、重い一撃がウリであったこれまでの打撃武器種とは正反対となる軽快なラッシュが最大の特徴。
武術のような動き方をし、棍による基本的な打撃に加え、武器を投げたり、素早い回し蹴りや跳び蹴りなどの体術も織り交ぜてコンボ攻撃を行う。
回避行動も前後左右の4方向へ対応した各種ステップと、二つの棍を交差させて盾とすることでガードも行える（ただし武器で攻撃を防ぐため、行うと斬れ味が低下する）。
穿龍棍の尾部にはジェット噴射の機構も搭載されており、これを用いて大ジャンプする「ジャンプ回避」を繰り出せる。ジャンプ回避から多彩な空中連続コンボ攻撃に繋げることができる。
空中で技を繰り出す間もハンターは落下するが、空中で再度ジェット噴射することで一時的に空中コンボを継続する。
地上でのコンボ攻撃はどの技からでも即座に動作をキャンセルしてステップ、ガード、ジャンプ回避に派生させられるうえ、他の武器種では納刀しなければ行えないダッシュが抜刀状態のまま可能など、器用な特徴を持つ。
変形機構によってデフォルトである通常のリーチから任意のタイミングでリーチ短やリーチ長へ自在に変形することで戦術を大きく変えることができる。
リーチ長形態では広い攻撃範囲で幅広く戦えるほか、溜め攻撃を行うなどの強力な一撃が特徴で、相手に与える気絶値の蓄積が多くなっている。
一方、リーチ短形態ではモンスターに近づく必要があるが、小回りの利く攻撃動作を主体としており、更に自身への強化ゲージが溜まりやすくなっている。
なお、実装当初における変形機構のリーチ短の効果は、モンスターの肉質が硬ければ硬いほどより大きなダメージを与えられる「「硬化肉質特効」という特別なもの（分かりやすく言えば『モンスターの全身の肉質を逆転させる』効果があり、全身が同じような硬さの場合は逆転しても大差がないため効果が薄い）であったのだが、2018年4月のアップデートにて廃止されて上述のリーチ長短の特性に変更され、同時に後縦の「龍気共鳴」など他の部分で武器全体の強化やバランス調整が施されてることとなった。
また、内蔵された杭状のパーツをパイルバンカーのように射出する攻撃をモンスター加えることで「龍気」と呼ばれる特殊な属性が発生する。
この龍気をモンスターの各部位に蓄積させておくことで、穿龍棍最大の大技「龍気穿撃」によって蓄積済の部位が炸裂し、モンスターに様々な状態異常が発生する。
例としては、時間経過でモンスターの尻尾に切断ダメージがどんどん蓄積されていく、といったものなどがある。
2018年4月からはこれに「龍気共鳴」というシステムが追加され、龍気穿撃が炸裂すると発動者と同一フロアの他の穿龍棍装備ハンターのコンボゲージとEXゲージが一定時間だけながら最大値となるというもの。
上記のようにトンファーとパイルバンカーをモチーフとした武器であり、ゲーム開発段階では「パイルトンファー」という仮称で呼ばれていた。
穿龍棍はスラッシュアックスF同様、G級昇級後でなければ生産ができない。現在ではG級昇級後すぐに生産可能となり、最初の1本を入手した時点でG級秘伝書を受け取り、極ノ型を含む全スタイルが選択可能となっている。
穿龍棍実装当初のMHFにおけるG級はHR999かつ一つの秘伝書を極めることでようやく到達できるランクであり、しかもG級昇級後に「ストーリークエスト」を一定まで進めなければならなかったため、「ゲームを始めてすぐに生産できるわけではない」点が強調されていた。G級ハンター限定の武器種としたことについて、ゲーム内では「体術などを習得しなければならず、扱いが非常に難しい武器」と説明される一方、メディアなどでは「MHFの既存の11武器種には各数百種類以上の武器が実装されており、それに匹敵する量の穿龍棍のデザインを作るのは時間的にも無理が大きい」としている。
なお秘伝書のG級秘伝書への強化条件については、G10でのG級以前におけるSRの廃止により秘伝書取得後即時に可能なように変更されていた(G級以前から使用可能な11武器種においても、同様にG級昇格時点で強化可能なように変更されている)が、「嵐ノ型」の習得にはGSRを100まで上げる必要があった。2017年4月アップデートで「嵐ノ型」「極ノ型」の入手条件が緩和されたのに伴い穿龍棍の嵐ノ型・極ノ型の入手条件が他武器種同様に緩和され、2017年7月アップデートでストーリークエスト関連の条件も撤廃され、現在に至っている。
溜め攻撃を行うなどの強力な一撃が特徴。
秘伝スキル「穿龍棍技【穿凰】」ではコンボゲージやEXゲージが1段階追加される。
地ノ型
基本的なスタイル。
攻撃をヒットさせたり回避したりすることでコンボゲージを溜め、それによって攻撃力を強化させていく。
コンボゲージには持続時間のタイマーが併設されており、それが0になると溜まっていたゲージがリセットされてしまう。
天ノ型
地上での機動性を重視したスタイル。地上での攻撃時には地ノ型におけるコンボゲージMAX相当の補正がある他、EXゲージの蓄積補助効果としてのコンボゲージもある。
攻撃や回避で蓄積させたEXゲージを使って「EX回避」が可能。
嵐ノ型
地上での一撃の威力を重視したスタイル。天ノ型と同様に地ノ型におけるコンボゲージMAX相当の補正がある。天ノ型と違い、EXゲージ蓄積補助のコンボゲージはない。
溜め突き(およびEXゲージを消費する「EX溜め突き」)や「穿極拳舞(フィニッシュ技「穿極解放」を含む)」といった高威力の攻撃がメインとなる。
極ノ型
地ノ型をベースに天ノ型のEX回避・嵐ノ型の溜め突きなどが追加され、空中でのリーチ変形・空中での長距離回避手段の「パイル回避」追加など、総合的に強化されたスタイル。
ゲージはコンボ(攻撃力強化・EX蓄積補助効果とも)・EXともにあり。また、コンボゲージのタイマー減少速度が緩和されている。

##### マグネットスパイク
MHF-Z(ZZ)より登場。
巨大な超重量級の武器で、巨大な弓型の刃物を振り回す斬撃属性を持つ「斬モード」と、武器を折りたたんで刃を格納して柄を伸ばしハンマー型に変形させた打撃属性を持つ「打モード」とを切り替えて戦う。『モンスターハンター』として初めての「斬撃と打撃の双方を主力として併せ持つ武器」となっている。
武器のモード切替とともにもう一つの特徴として「磁筒ビン」という磁力を蓄えて放出する装置があり、「磁界照準」というアクションで対象のモンスターに磁性を付加し、武器から磁力を発して引力で磁性を付加したモンスターに高速接近する「磁界接近」、それとは逆にモンスターと反発する磁力を発して斥力により高速で離脱する「磁界離脱」というアクションを取る事ができ、超重量級の武器でありながら高速のヒット＆アウェイ戦術を得意としている。接近と離脱には「磁力ゲージ」というエネルギーを消費して行う。
また、磁力を使ったアクションを行うたびにハンターとモンスターの双方に磁気が蓄積されていき、ハンター側の磁気が最大まで蓄積されると「磁纏強化」状態となって攻撃力や攻撃動作が強化される。磁纏強化は連続使用は出来ないが、斬モードと打モードで別に磁気蓄積が行われるようになっており、両モード交互に連続発動させることなら可能となっている。モンスターへの磁気が最大まで蓄積されると、強力な磁場で相手を拘束しつつ大ダメージを与える「磁縛」というアクションを行うことが可能となる。ただし磁縛はルコディオラやゴウガルフのような磁力を操るモンスターや、超高難易度クエストに登場する「極み」を冠するモンスターには効果が無い。

##### アクセルアックス
MHXRより登場。
外見は巨大な片刃斧だが、斧刃の反対側に砲門を持ち、これは炸薬を燃料とした一種のロケットエンジンとなっており、砲門から砲撃を行うことで爆発の反動による大ジャンプや急加速、加速を加えた斬撃といったアクションを可能としている。

#### ガンナー

##### ボウガン
全シリーズに登場。
ボウガンと名がついているが、火薬を使用するので銃に近い。
ヘビィとライトの二種類（MH3のみ三種類）がある。遠距離の敵を攻撃できるが、所持している弾薬の数だけしか攻撃できず、防御も行えない（例外あり）。ボウガン本体は属性を持っておらず、各種の属性を持った弾薬が扱えるかどうかで、属性攻撃の傾向が決まる。
弓と違い、照準を定める際に動けないので狙われやすいが、射程が長く、ズーム機能を追加できる。
パラメータとして「反動」「ブレ」「リロード」の3つが存在し、反動が大きなボウガンは射撃時ののけぞりが大きく、ブレのあるボウガンは弾がまっすぐに飛ばない。リロードはリロードの速さを表すパラメータで、いずれもスキルによって抑制・高速化が可能である。
着弾箇所にダメージを与える通常弾に加え、敵を貫通し複数回ダメージを与える貫通弾、大量の破片をばらまく散弾、着弾後爆発する徹甲榴弾、着弾の際に複数の小爆弾に分裂して爆発する拡散弾等、様々な弾丸を扱う事が出来る。また、ボウガンそのもので敵を殴りつけることも可能で、ハンマーなどのようにめまい状態にさせることができる。
MHP2Gの徹甲榴弾は、モンスターの頭に当てることによりめまい状態にさせることができる。
MHP3では改造の仕様が大きく変わり、他の武器と同じく素材の追加で進化させる形式になった。
銃身付け替えはMHGまでライト、ヘビィともに精度を向上させるロングバレルか発射音を低減するサイレンサーの選択式だったが、MH2以降、ライトはロングバレルかサイレンサー、ヘビィは威力を上げるパワーバレルかガード機能を追加するシールドの選択式になった。
MHGより使用可能な弾種と装弾数が各ボウガンごと個別に設定され、プレイヤーのスタイルによる使い分けができるようになっている。
有効射程が長いため、フィールドによってはモンスターの認識範囲外から一方的に攻撃する事も可能だったが、遠距離からの狙撃は「本来の遊び方とは違う」との見解から、MHFでは大幅に短縮されている。 
MH3では従来のシリーズとは違い、バレル、フレーム、ストックの3種パーツを組立て武器を作ることになり、その総重量でボウガンの種類が決定する。また、斬撃属性のダメージを与える「斬裂弾」、スタミナを減らす「減気弾」が追加された。
MH3Gでは、一定のレア度以上のボウガンに「リミッター解除」を行うことができ、これによってボウガンの挙動が変化する。リミッターはかけ直す事で元の動作に戻すことができる。

###### ライトボウガン
やや攻撃力は低いものの、武器の軽量さを活かした機動力、素早いリロードを活かして戦う。攻撃用弾薬に多く対応した火力重視型のほか、ステータス異常を引き起こす弾や、味方の体力を回復させることのできる弾に対応したものも多く、多様な戦術が取れる。
改造によってサイレンサーかロングバレルに付け替えることができる。サイレンサーは消音化で反動を抑え、ロングバレルは弾丸の軌道を安定させ威力を上げる効果を持つ。
MHP2Gでは技術の向上により、サイレンサーの反動を抑える効果、ロングバレルにはヘビィボウガンのパワーバレル同様に攻撃力向上効果が付与された。
MH3では攻撃後の回避がランス同様のステップとなった。
MH2からは、弾丸一発で連射する速射機能が登場した。ただし一発あたりの威力は低下するため、連続して命中させなければ効果が薄い。また、登場したシリーズごとに、発射間隔や後隙(ボウガンの反動によらない)が異なる。速射中は移動や回避ができず、射撃が完了するまで完全に硬直してしまうため、メリットにもデメリットにもなり得る機能である。
MH3Gでライトボウガンのリミッター解除を行った場合、弾種を変更してもリロード状態が維持され、X＋Aボタンで全弾種を一気にリロードすることが可能になる。ただし、速射ができなくなるデメリットも発生する（対応弾の装弾数が一部増える、速射中の硬直が無くなるといったメリットもある）。なおリミッター解除中は射撃後の左・右・後方への回避動作がステップではなく通常の前転回避動作になる。
MHFのライトボウガン
MHFの剛種武器には、超速射が登場した。基本的には速射と同じだが、発射中さらにボタンを押していくとさらに弾を消費し、途切れることなく高速かつ連続で弾が発射されるようになった。また、弾を消費するたびに1発消費あたりの速射数が増加し、消費した弾の約10倍の弾を発射する武器もある。
MHFのG級武器ではシジルにより速射や超速射に対応する弾の追加が可能となっており、また天廊武器も天封石により速射や超速射の設定が可能となっている。ただしこれらの武器においては、超速射に対応させた場合の威力が剛種武器のそれより弱くなっている。
進化武器ではヒット後一定時間当てた部位の肉質を軟化させる「酸弾」を使用可能。
地ノ型の時点で使用可能な追加アクションとして、シーズン10より近接攻撃が3段技になり、G1以降「速射」「超速射」に対応していない弾はタイミングよく次の弾を撃つことで威力が強化される「ジャストショット」やリロード操作のタイミングにより通常より早くリロードできる「ジャストリロード」が使用可能になったほか、G8からは同条件で「サイドステップ」も使用可能になった。
秘伝スキル「軽銃技【銃傑】」では弾が弾き返されにくくなり、武器を構えたまま一部のアイテムを使用できる。G2ではジャストショットを特に正確に入力すると威力がさらに上がった「パーフェクトショット」になる効果が追加された。
天ノ型
「リロード」の代わりに素早く弾を装填する「クイックリロード」が使用可能になった。「クイックリロード」で装填される弾は最大装填数の約半分だが、クリティカル距離が短くなり、クリティカル倍率が上昇する。最大装填数が1発の弾丸を装填するときは通常の「リロード」の動作となる。なお実装当初はスタミナを消費していたが、後のアップデートで消費しなくなった。
嵐ノ型
「回避」が素早くステップしながら前進する「前方ステップ」に切り替わり、「前方ステップ」の直後には「近接撃ち」が使用可能。射程が通常の半分になり、クリティカル倍率が大幅に上昇・状態異常属性の蓄積値上昇・属性弾の威力上昇・発射に伴う爆風ダメージなどの効果を得られる。
極ノ型
ベースになっているのは地ノ型。抜刀ダッシュ中に装填する「ダッシュリロード」、ジャストショットの終段として高威力の射撃を行う「フィニッシュ撃ち」やステップからの射撃「回避撃ち」などが使用可能。

###### ヘビィボウガン
ライトボウガンの倍近い全長を持つ、折り畳み式大型ボウガン。高い攻撃力と戦術の柔軟性を持つが、弾薬の装填や移動速度が遅く、火力を生かした固定砲台的な運用が主体となる。ライトボウガンと比べると撃てる弾の種類が少ない、撃つ際の反動が小さい、回避でステップが発生しないといった差異がある。
MH2以降は、パワーバレルかシールドを装備できるようになった。パワーバレルは命中精度が増し、攻撃力が大きく上昇する。シールドはリロード中や射撃中を除き、正面からの攻撃を自動で防御できるようになる。ただし近接武器のような自発的なガードは不可能であり、シールドのそのものの効果も低い。
MHP3では、その場にしゃがんで最大30発まで連射する「しゃがみ撃ち」が追加された。しゃがみ撃ちを解除するかモンスターの攻撃をガードしてしゃがみ撃ち状態が解除されない限りリロードはできない。しゃがんでいるため一切の回避行動や移動もできず、使いどころを見極める必要はあるが、威力は高い。また、ライトボウガンの速射と異なり、全てのヘビィボウガンが何らかの弾丸でしゃがみ撃ちに対応している。
MH3Gでリミッター解除を行うと攻撃力が上昇し、竜撃弾の使用に対応するようになるなど、MHP2Gまでのヘビィボウガンの挙動に近くなる。デメリットは側転回避行動としゃがみ撃ちができなくなることだが、しゃがみ撃ち対応弾の装弾数が一部アップする。
MHFのヘビィボウガン
MHFの剛種武器ではオプションパーツがヘビィバレルと排熱噴射機構の選択となっている。ヘビィバレルはパワーバレルの攻撃力上昇量を増加させた物。排熱噴射機構を取り付けることにより、弾を発射することで「内部温度ゲージ」が溜まっていき、ゲージが最大となった時にグラビモスのブレスのような排熱弾を撃てるようになる。この「内部温度ゲージ」は排熱弾を使用する度に少しずつ伸びていき、最終的には倍まで伸びる。他にも「保温オイル」と言うアイテムを使用する事で伸ばす事が可能。
進化武器では着弾位置に一定時間ダメージを与え続ける空間が発生する「爆撃弾」が使用可能。
地ノ型の時点で使用可能な追加アクションとして、シーズン10より近接攻撃が3段技になり(ライトボウガンのそれより高威力)、G1では装填時にタイミングよくリロードボタンを押すことで「圧縮リロード」が可能になる。なお圧縮リロードは入力が早すぎると圧縮に失敗し隙を晒してしまう。
秘伝スキル「重銃技【銃仙】」では「回避の距離が伸びる」「近接攻撃に気絶効果が付加」「徹甲榴弾の気絶値が上昇する」「パーフェクト圧縮リロードが使える(G2〜)」などの効果がある。
天ノ型
発射直後の回避行動がステップに変化。発射後の反動をキャンセルできるとともに、ステップ中に最大30度までボウガンの発射角度の微調整が可能。
嵐ノ型
「溜め撃ち」が可能。3段階まで溜めることが可能で、溜めた時間に応じて弾丸の威力が上がる。全く溜めない場合は威力が通常よりも僅かに落ちる。
極ノ型
基本は嵐ノ型だが、溜めずに撃った際の威力の下方修正がなくなっている。
射撃時に蓄積された熱(剛種ヘビィボウガンの排熱噴射機構とは別)の蓄積により「爆風回避」「砲熱照射」が使用可能。
抜刀ダッシュ中のアクションは「スライディング回避」ができない以外はライトボウガンと同様。

###### ミドルボウガン
MH3にのみ登場するボウガン。ライトとヘビィの中間の攻撃性能や移動性能を持つ。総重量が30〜70の物が該当する。ライトボウガンのサイドステップより速度は劣るが、攻撃後に左右に側転回避ができる。アップグレード版に当たる3Gでは廃止された。

##### 弓
MH2以降、MH3を除いた全てのメインシリーズに登場。
大型の鏃の付いた矢を使用する遠距離武器。ボウガンとは異なり矢の数に制限はなく、近接武器と同様に、弓矢そのものが属性を備える物(通常属性と爆破属性に限られる)もある。薬品を充填したビンを装着することにより、威力の強化や状態異常効果の付加が行える。特定のビンの効果を強化する弓も存在する。洋弓や和弓のほかスリングショットも存在する。
スタミナを消費することで弦を引き、威力を高めることができる。弦を引きながらの移動も可能。溜める度合い、標的との距離によっても威力が増減し、矢の性質によって最大威力を発揮する距離が異なる。
一箇所に連続して射ち込む「連射」、扇状に放つ「拡散」、一本が連続ヒットする「貫通」の三種類の発射形態があり、前述の溜め攻撃のレベルによってそれぞれの形態を使い分けられる弓も存在する。弓の性能の一つとして発射形態にはレベルが存在し、高いレベルになるほど同時発射本数や連続ヒット数が増加する。
矢を用いた近接攻撃も可能で、斬撃と打撃の性質を持つため、効果的な方が適用される。また、近接攻撃には前述のビンの効果も付与される。近接攻撃の威力はボウガンより高いが、付与されるビンの効果はごくわずかである。
MHP3では上空に矢を放ち、頭上から攻撃する「曲射」が追加された。曲射はハンマーなどと同様に気絶値を蓄積させる効果があり、モンスターをめまい状態にすることが可能。また、同時にモンスターのスタミナを減少させる効果も持っている。曲射は3種類あり、広範囲を攻撃できる『放散型』、一点を集中攻撃する『集中型』、着弾と同時に爆発を起こす『爆裂型』がある。いずれも味方に対しても当たり判定がある。
MH4からは強力な射撃を行う「剛射」が追加された。溜めた状態から派生しスタミナを一定量消費することで一段階上の射撃を行う。溜め段階が解放されていない場合や最大まで溜めた状態で放った場合はその段階と同じ射撃方法となる。派生方法は2種類あり、溜めた状態からそのまま放つ方法と通常射撃の直後に放つ方法がある。弓の種類によって曲射か剛射かの射撃方法に分かれている。
MHWでは弓のモーションと性能が一新された。全ての弓における射撃方法やアクションが統一され、弓の種類による差異は威力や属性、スロットの数のみとなった。通常射撃は従来通りの溜め射ちだが、放った直後にすぐさま矢をつがえることで一段階溜めることが可能となり、また狙い撃つ際も一定の方向に構えながら移動できるようになった。射撃の種類は各アクションで固定となり通常射撃は「連射」、クイックショットと剛射は「拡散」、竜の一矢が「貫通」で統一されている。新モーションとして「チャージステップ」「クイックショット」「竜の一矢」が追加された。チャージステップは弓を構えた状態で前後左右の一方向に回避行動をとりつつ溜め段階をあげることができ、また近接攻撃にも派生する。クイックショットは前方に向かって拡散の矢を放ち、さらに連続入力することで剛射、曲射を繰り返し放つことができる。竜の一矢は長い溜めと照準の後、ヒット数無制限の貫通性の矢を放つ。
MHXの弓
ギルドスタイル
ストライカースタイル
エリアルスタイル
ブシドースタイル
ジャスト回避後は溜め段階が最大の状態で弓を構える。
狩技
アクセルレイン
特殊な薬剤を付けた矢を真上に放って炸裂させ、それを浴びることで移動速度の上昇、溜め時間短縮の効果を同時に発揮する。
ブレイドワイヤー
矢を2本取り出し鉄のワイヤーを巻き付けて結合させる。射撃すると矢は水平に2本同時に放たれ、矢と矢の中間に結ばれたワイヤーが展開し刃となって飛んでいく。
ワイヤー部分は斬属性を持ち尻尾に当てることで切断も可能。しかしビンを使うことはできずそれまで使用していたビンも解除される。
トリニティレイヴン
高い威力の射撃を3連続で放つ。
3発目に行くほど威力が上がり、3発目は貫通性となる。また3発目の直前に溜める行動が入りその際にある程度の照準を定めることが可能だがその分隙も大きい。
MHFの弓
MHFの剛種武器は「爆撃ビン」が登場し、肉質無視のダメージを与える効果がある。また進化武器は打撃ダメージに変更する「打撃ビン」が使用可能。
シーズン10より、型を問わず武器出ししながら素早くビンを装填することが可能になった。
MHFでもG1より「曲射」が使用可能。曲射が切断属性ダメージとなる『切断型』となっている物が存在する。また地ノ型では近接攻撃の2段目からもステップが可能。
また、ビンを装填していても一時的に外した状態で撃てる小技も存在している(G1で正式なものとなった)。
当初は剛種武器にのみビンの強化効果が存在していたが、後のアップデートで他の武器についても同様の効果が追加されたものがある。武器のステータスとしては、剛種武器におけるその効果をLv3として対応しているものについてその効果の大きさをレベルで表示している。
秘伝スキル「弓技【弓鬼】」では矢が弾かれなくなり、強撃ビンによる攻撃力強化の度合いもアップする。また溜めの2段目から曲射が使えるようになる。
天ノ型
「近接攻撃」が弓を使って上方向に打ち上げる「昇龍弓」に差し換わる。多段ヒットし威力も高いため、従来とは異なる立ち回りが可能。
嵐ノ型
その場にしゃがんで構えた状態から撃つ「しゃがみ照準撃ち」が追加。通常に比べて威力が上昇し、本来の段階を超えて溜めると光の矢を射る「オーラアロー」に変化し長距離まで届く上に矢が弾かれなくなる。ただししゃがみの有無を問わず溜め時間が若干延びるというデメリットもある。
極ノ型
嵐ノ型における溜め時間に関するペナルティがなく、溜めた状態を維持したままの回避行動や、抜刀ダッシュ中の溜めが可能。
また射撃後に同じ射撃をもう一度行う「溜め連射」や、地上すれすれを飛んだ状態から突如急上昇する「昇天煌弓」も使用可能。

### ハンターの防具
武器同様、狩猟場所などで得た鉱石や骨などのアイテム、モンスターから剥ぎ取った素材から作られ、各種の武器同様に、元となった素材や設計思想によって防具の外見も変化に富む。火属性に弱いモンスターの素材からは、火属性に弱い防具ができたり、毒を持つモンスターの素材からは、毒を無効化する防具が作り出されるなど、素材となるアイテムやモンスターの性質を反映した能力や属性への耐久性を持つ物が多くなっている。特定のモンスターの名を冠する防具を所有することは、そのモンスターを打ち倒したという証明であり、強いモンスターから作られた防具は希少性や性能が高い傾向にある。
防具には、それぞれにスキルポイントと呼ばれる特殊な補助効果を発生させるための累積値が設定されており、装備する防具によってその合計が一定値を超えたスキルのみが発動する。プレイヤーは自分のプレイスタイルに合ったスキルを、ゲーム進行の補助とすることができる。また、スキルポイントを追加できるアクセサリーを装着するためのスロットを持つ防具も存在する。中には、スタミナの減りが増大するなど、プレイヤーに不利なスキルが発生してしまう防具も存在し、一定のリスクを伴う場合もある。
素材の特徴を活かした外見を持つ防具の他にコックや忍者、侍、メイドなど、中世から現代に実在するような衣服に近い外見を持つ物や、モンスターを模したかぶり物も存在し、武器以上にプレイヤーの外見を変化させる効果が高い。またキャラクターの性別の違いによって同じ防具でも外見が大幅に違っており、男性装備は重装甲の鎧のようなものが多く、女性装備はドレスのような形状のもの、水着のように太腿や腕の露出度が非常に高い物もある（このような違いは、メルホアシリーズやマギュルシリーズの防具がそれにあたる）。また、各性別専用の防具も存在する（男：オウビートシリーズ＝女：パピメルシリーズなどがそれにあたる）。
身を守るという観点から見れば防御力が高い物ほど強力だが、防御力は高くないが外見が特徴的であったり、スキルポイントやそれを増設するスロット数が多かったり、属性耐性が高く設定された防具も存在する。
『MHP』までは武器のように製作後の強化ができなかったが、『MH2』からは素材と費用を渡せば強化ができるようになった。さらに防具は、同じモンスターの素材を使用しても、ランクや亜種モンスターの素材を使用するなどによって防具の性能も変化し、『S』や『U』などの系統が存在する。『MHP2』以降は「鎧玉」という特殊な鉱石を使用して防具を強化し、『MHX』は素材使用と鎧玉使用の両方が併存する。
『MHF』では「S」・「U」・「F」・「L」・「R」・「LX」・「RX」・「SP」・「FX」・「FZ」・「FY」・「HC」の他に「魁」や「覇」などで表示され、「剛種防具」や「秘伝防具」などの特殊な防具が存在。
「MHW」からは、剣士とガンナーで使用可能な防具が異なる、という仕様がなくなった。

### アイテム

#### 回復系

##### 体力回復
| 薬草            | フィールド上で入手する草。単品でも使用可能だが、アオキノコと調合することで後述する回復薬になる。寒冷地でも育つが、ドンドルマ地方では珍しい植物となっている。MHWから単品では使用できなくなる。                                                                               |
| 回復薬          | 調合した薬草とアオキノコをビンに詰めたもので、ハンターの必需品。回復量は薬草より多い。これと同様の効果を持つ「応急薬」がギルドから支給されることもある。上位版に「回復薬グレート」、「応急薬グレート」、「回復薬G2」がある。MHWから薬草のみで回復薬が作成できるようになった |
| 秘薬            | 体力の上限を最大まで上昇させ、かつ全回復させる。上位版にスタミナも上昇させる「いにしえの秘薬」がある。いずれも所持数が少ない。 |
| 劇薬【緑】      | MHFのみに登場するアイテム。特定のスキルを利用するために使われ、飲むと体力を大幅に失う。 |
| 生命の粉塵      | 広範囲に治癒効果をもつ粉塵をばら撒くことが出来る。使用した人と同じエリア内にいればその恩恵にあやかることが出来、回復量も高め。また、上位互換に、生命の大粉塵といった回復薬＋回復薬グレートの効果を持つものもある。                                                          |
| サシミウオ      | 釣りで得られる魚の一種。生食によって体力を少量回復し、裂傷状態も治癒可能。 |
| 大食いマグロ    | なんでも口にしてしまう魚で、サシミウオ同様生食する。食べると体力を少量回復するか、または胃の中に残っていたアイテムを入手できる。大きな個体はドス大食いマグロと呼ばれ、より希少なアイテムが手に入る。                                                                        |
| 生焼け魚 コゲ魚 | 「よろず焼きセット」で焼いた魚。どちらも食べると体力ゲージの赤い部分を回復する。コゲ魚は作品によっては回復に失敗し、その場合赤ゲージが消失する。 |
| こんがり魚      | 「よろず焼きセット」で焼いた魚。食べることで体力ゲージの赤い部分を回復するほか、自然回復力を高める作用がある。上位版のこんがり魚G、こんがり魚ドスなどは、自然回復の効果持続時間が長くなる。MH3Gでは、タンジアチップスというこんがり魚と同じ効果のあるアイテムが登場する。   |

##### スタミナ回復
| 生肉                      | モンスターから入手できるスタミナ回復系アイテムの基本素材。魚と違い生食できない。また、モンスターを誘い込んだり、毒などと混ぜて罠にも出来る為、罠系アイテムとしての用途も広い。詳しくは後述の罠系アイテムを参照。スキル「お肉大好き」を発動させると、このまま食べることができ、こんがり肉と同様の効果を得ることができる。 |
| クール生肉 スパイシー生肉 | MH2で登場。生肉に氷結晶やトウガラシを練りこんだもの。焼くとそれぞれクーラーミート（G）、ホットミート（G）となり、暑さや寒さを緩和する。Gはスタミナゲージを上昇させる効果も付加される。 |
| こんがり肉                | 「肉焼きセット」で焼いた肉。最も一般的なスタミナ回復アイテムである。上位版の「G」はゲージを最大まで上昇させるが、通常の肉焼きセットで作るのは難しい。こんがり肉を世に広めたのは「ムッシュ・シエロ」と言う料理人。彼の愛用した調理器具は武器として市場に出回っている。                                                    |
| 生焼け肉 コゲ肉           | 「肉焼きセット」で焼いた肉。スタミナゲージを少量上昇、または減少させる(コゲ肉のみ)。食用には向かないが、調合素材や特定のスキルの発動などに利用される。 |
| 携帯食料                  | ギルドから支給されるアイテム。生焼け肉と同様の効果を持ち、飲料のため隙が少ない。水中でも食べられる。多くのハンター達が口を揃えて「まずい」と言うらしい。 |
| 劇薬【黄】                | MHFのみに登場するアイテム。飲むとスタミナの上限が大幅に減少する薬。特定のスキルを利用するために使われる。 |

##### 酸素回復
MH3やMH3Gでは水中でも行動することができ、水中では酸素ゲージを消費しながら行動する。このゲージが無くなると酸欠状態になり、体力が時間経過と共に奪われ、酸素を回復させないと最後には溺れてしまう。
| 酸素玉 | 素材玉にイキツギ藻を詰め込んだもの。使用すると酸素ゲージが最大まで回復する。 |

##### 状態異常回復
| げどく草                              | わさびのような根をもつ草。単品でも使用可能だが、解毒に失敗することもある。アオキノコと調合することで後述の解毒薬になる。MHWから単品で使用できなくなったかわりに解毒草のみで解毒薬が作成できるようになった。                                                                      |
| にが虫                                | 生食することで解毒に用いられるミツアリのような虫。解毒に失敗することもあるため、調合素材として利用されることが多い。摂取した糖分を苦味成分に変化させて腹部に貯める習性があり、その腹部は大きく膨れている。苦味成分の栄養価は高く、薬の調合に使われる。混乱の回復にも用いられる。 |
| 解毒薬                                | 解毒草の成分を濃縮して、液状化したもの。飲むと確実に解毒できる。 |
| 漢方薬                                | 確実に解毒し、体力も小回復させる薬。回復量は薬草を下回る。上位版の「G」は中程度の体力を回復できる。 |
| 解毒ミート                            | MH2で登場。毒生肉を焼いたもので、焼く前とは逆に解毒効果を持つ。上位版の「G」は解毒と同時にスタミナを回復する。 |
| 漢方の粉塵                            | MHW・MHWI・MHRで登場、使用者の周囲で毒状態に陥っている者を解毒できる。また体力も小回復する。 |
| 消臭玉                                | 消臭効果のある草を素材玉に巻きつけたもの。地面に叩きつけると白い煙を発し、モンスターの攻撃による「飲食アイテムの使用不可状態」を回復する。 |
| 解氷剤                                | 体にこびり付いた雪を溶かし「雪だるま状態」を回復するアイテム。 |
| 消散剤                                | MH3以降、解氷剤の代わりに登場し、泥だるま状態や泡状態も回復することができる。 |
| 元気ドリンコ                          | ギルド公認のスタミナ飲料。携帯食料の効果に加え、「疲労状態」を回復する。MH3以降では、「眠気状態」の回復効果が付加された。また、MHFではネットカフェ接続、またはNコース限定で「スタミナ飲料N」という同じ効果のアイテムを購入可能。                                                 |
| 麻痺の粉塵                            | MHFのみに登場するアイテム。使用者の周囲で「麻痺状態」に陥っている者を回復する粉。解毒の粉塵、睡眠の粉塵などもある。 |
| 火消しの実 水守の種 雷静の種 氷散の粒 | MH3に登場するアイテム。各やられ状態を回復し、一時的に該当属性の耐性も上げる。 |
| ウチケシの実                          | MHP3以降に登場するアイテム。各種のやられ状態を回復する。MH4では「狂竜ウイルス」感染状態の進行を遅らせるが、感染状態そのものは回復しない。 |

#### 能力増強系
| 栄養剤              | 体力の上限をクエスト中に力尽きるかクエストクリアまで上昇させられ る。上位版の「グレート」は上昇量が多い。MHFのみさらに上位で「高級栄養剤」が存在する。MHW以降は登場しない。                                                                                   |
| 増息薬              | MH3に登場するアイテム。酸素の上限をクエスト中に力尽きるかクエストクリアまで上昇させ、飲む前に消費した酸素を回復する。上位版の「グレート」は上昇量が多い。 |
| 活力剤              | 一定時間自然治癒力を上昇させる薬。体力ゲージの赤い部分の回復量が一定時間2倍になる。上位版の「G」では回復速度が4倍に強化される。 |
| 強走薬              | スタミナゲージを少量回復させ、一定時間スタミナを消費しなくなる薬。スタミナを消費する武器や、重い物の運搬に使われる。上位版の「グレート」は効果時間が長い。MHP3では鬼人化中など一部の条件下では効果時間が半減する。MHWからはスタミナの消費を抑える薬となった。 |
| 怪力の種 忍耐の種   | 3分間攻撃力・防御力を上昇させる種。 |
| 鬼人薬              | 怪力の種の効果を持続できる形に調合した薬。上昇率は怪力の種に及ばないものの、一度使えば力尽きるかクエスト終了時まで効果が持続する。上位版の「グレート」は上昇量が高い。                                                                                        |
| 硬化薬              | 防御力が上昇する薬。岩石のごとく皮膚が硬質化する。上位版の「グレート」は上昇量が高い。忍耐の種を含め、防御力上昇アイテムには状態異常「防御力半減」を回復する効果がある。ただし、効果時間内に再び防御力半減を受けるとアイテム側の効果が消える。                |
| 怪力の丸薬          | わずかな時間、怪力の種を上回る効果が得られる薬。攻撃が弾かれない効果もある。 |
| 忍耐の丸薬          | わずかな時間、忍耐の種を上回る効果が得られる薬。弱い攻撃にひるまないスーパーアーマー効果もある。 |
| 力の護符 守りの護符 | 攻撃力や防御力が上昇するお守り。一部のモンスターの素材を用いれば効果をより高めることができる。 |

##### 耐気候アイテム
| クーラードリンク ホットドリンク | 最も一般的な耐気候アイテム。にが虫と氷結晶、またはトウガラシの調合で作られる。一定時間、高温・低温環境による体力やスタミナの減少を防ぐ。                                        |
| クーラーミート ホットミート     | 生肉に氷結晶、またはトウガラシを練り込んで焼いた食用肉。一定時間気候を緩和する効果が得られ、「G」はスタミナも上昇する。MHP2ではこんがり肉に素材を混ぜ込むことで作るように変化。 |
| 特産キノコキムチ                | トウガラシと特産キノコで作られる。かなり前から存在する食料品で、一部のシリーズではスタミナと耐寒効果を得る。                                                                    |
| 氷結晶イチゴ                    | 砂漠などで取れる熱帯イチゴを氷結晶で凍らせたもの。耐暑効果を持ち、隙が少なく、持続時間は短い。                                                                                  |
| 温冷ドリンク                    | MHFのみに登場するアイテム。クーラードリンクとホットドリンクの効果を併せ持つ。                                                                                                   |
| 涼やかな粉塵 暖かな粉塵         | MHFのみに登場するアイテム。広範囲に耐気候効果をもつ粉塵をばら撒くことが出来る。                                                                                                 |
| 自然の粉塵                      | MHFのみに登場するアイテム。広範囲に耐暑・耐寒効果をもつ粉塵をばら撒くことが出来る。                                                                                             |

##### 追跡補助
| 千里眼の薬 | わずかな時間、第六感が研ぎ澄まされ、ペイントボールを当てた状態と同様にモンスターの位置を地図上に表示する。上位版として「万里眼の薬」も存在。「探知」スキルがあればモンスターの状態まで知ることが出来る。 |

#### 投擲系

##### 素材玉派生アイテム
| 素材玉         | 石ころや鉄鉱石にネンチャク草を巻きつけたもので、手投げ玉の基本となる。単品で使うことは出来ない。 |
| ペイントボール | 派手な色と臭いを持つペイントの実の作用で、モンスターに当てればその位置を知ることが出来る手投げ玉。一定時間経つと効果が消えてしまうため、長期戦の場合は数分ごとに付け直す必要がある。素材玉とペイントの実の調合で作られるが、現在はネンチャク草の葉でペイントの実を包み込む簡易型が普及している。MHFのみ、持続時間が2.5倍に強化された「マーキングボール」もある。 |
| 閃光玉         | 素材玉に生きた光蟲を詰め込んだもの。投げた衝撃で光蟲が発光し、モンスターの目をくらます。(なお光蟲は絶命する)ほとんどの小型モンスターは気絶し、大型モンスターも視力が戻るまでやや大人しくなる。効果範囲は広いが敵の視界でなければ発揮せず、効果の無いモンスターや、普段以上に暴れるモンスターもいる。また、陽光石とニトロダケの反応を利用した物も開発されている。 |
| けむり玉       | 素材玉にツタの葉を巻きつけたもの。火をつけて地面にたたきつけると煙が発生し、敵から身を隠すのに有効である。相手に気付かれているときには効果が無い。 |
| 毒けむり玉     | 投げつけると毒素を含む煙を発生させる。害虫駆除に使われる民間の道具だが、ランゴスタなどの甲虫種撃退に有効なため、ハンターたちも積極的に取り入れている。 |
| こやし玉       | 素材玉にフンを付着させたもので、使用するとモンスターが嫌う煙を発し、その臭いでモンスターは別エリアに逃げる。ただし、1回当てただけでは効果が無いモンスターもいる。 MHP2Gまでは臭いの届く範囲が限られており、戦闘状態では効果がなかったが、MH3以降、モンスターに直接投げつけるものとなり、戦闘状態でも高確率で効果が発揮されるため、使い勝手が良くなった。大型モンスターに拘束された状態で使用すると抜け出すことができ、オトモアイルーやチャチャが使用する場合もある。 |
| 捕獲用麻酔玉   | 捕獲用麻酔薬を素材玉に詰めたもの。対象を弱らせた状態で罠にかけ、これを2つ以上投げつけることでモンスターを捕獲することができる。 |
| モドリ玉       | 地面に叩きつけると緑色の煙を発し、瞬時にしてベースキャンプに戻ることができる。これはドキドキノコの持つ不思議な能力によるものである。 |

##### その他
| 石ころ     | ただの石ころ。投げつけてダメージを与えたり、タル爆弾の起爆に使用する。MHFでは石ころGが登場し、通常よりも大きく、威力も高くなる。 |
| 音爆弾     | 投げつけると火薬と鳴き袋が反応し、キーンという高音を発する。聴覚が優れているなど、音を弱点とするモンスターに刺激を与えるのに使われる。他の爆弾を起爆することは出来ない。MHFでは効果範囲内にいる味方の気絶・睡眠・雪だるま・結晶化などの状態異常を解除できるようになり、使い勝手が大幅に向上した。                                                                          |
| 投げナイフ | 他の投擲アイテムに比べて射程距離が長く、高速でまっすぐに飛ぶ。素材にはミラボレアスの甲殻すら剥ぎ取る剥ぎ取り用ナイフと同じ材質が使われている。そのままでは殺傷力が低いため、主に毒などを塗りこんで使用する。支給品アイテムに分類される為、クエスト後に回収される。 |
| ブーメラン | 独特の形をした異国の武器で、砥石でモンスターの骨を削って作られる。投げつけることで切断属性のダメージを与えるため、打撃武器やボウガンを使うハンターがモンスターの尻尾を切断するのに利用する。投げても戻ってくる点が他の投擲アイテムと大きく異なるが、たまに戻ってこない事もあり、その場合は所持数を1つ消費してしまう。改良してより大きく、強力にしたブーメランGも存在する。 |

#### 罠系
| シビレ生肉 毒生肉 眠り生肉 | 生肉に、キノコなどの成分を練りこんだもの。敵に食べさせるとそれぞれの成分に対応した状態異常を引き起こす。通常は戦闘中にこれらのアイテムは通用しないが、一部の食欲旺盛なモンスターに対しては有効である。MHP3では、一部の大型モンスターが疲労状態になった場合、戦闘中でも罠肉を食べる。                                      |
| トラップツール             | 各種罠を作成するための道具が詰まった工具箱。外装ごと使うため使用できるのは一度だけ。ハンターやギルド関係者以外は購入を許可されていない。 |
| 落とし穴                   | トラップツールを用いた罠の一つ。大型生物を穴に落として一時的に拘束する。これが仕掛けられている限り、別の落とし穴は仕掛けられない。一定重量が無いと発動しないため小型モンスターには反応しない。水中には、たとえ水底であっても設置不可。                                                                                    |
| シビレ罠                   | トラップツールを用いた罠の一つ。麻痺毒でモンスターを痺れさせ、一時的に拘束する。落とし穴より効果時間が短いが、体重の軽いモンスターでも発動し、ほとんどの地形で使うことが出来るため汎用性は非常に高いが、一部のモンスターには効果が無い。MHFにはVSシビレ罠という対ハンター用の罠があり、タイムを競うクエストで用いられる。 |

#### 爆弾系
| 爆薬                                                                                       | ニトロダケと火薬草を調合した薬品。単品で使用は出来ないが、タルに詰めれば爆弾として利用できる他、ボウガンや音爆弾等の素材になることもある。                                                                                          |
| 小タル爆弾                                                                                 | 小タルに爆薬や火薬草を詰め込んだ時限式の爆弾。威力は低いので主に起爆剤として使用される。また、音爆弾の代用品としても効果がある。 |
| 大タル爆弾                                                                                 | 衝撃を与えると爆発する大型の爆弾。一人2個まで設置可能。シリーズによっては上位版として大タル爆弾G、大タル爆弾G2、大タル爆弾G3が存在する。                                                                                            |
| 打ち上げタル爆弾                                                                           | 地面に設置すると上空に向かって飛んでいく爆弾。対象に接するか、一定の高度で爆発する。 |
| 投げタル爆弾                                                                               | 試験的に作られた爆弾。ペイントボール等と同じように投げて使用する。派生品として投げペイント爆弾などがある。 |
| 横打ちタル爆弾                                                                             | 試験的に作られた爆弾。発射すると地面を這うように飛んでいくが、あまりに低空すぎるため些細な障害物で爆発してしまう。 |
| 雷撃タル爆弾 火炎タル爆弾 水冷タル爆弾 毒撃タル爆弾 氷撃タル爆弾 睡眠タル爆弾 麻痺タル爆弾 | 大タルの中に各属性の攻撃成分を詰め込んだ設置型の爆弾。 |
| 対巨龍爆弾                                                                                 | 主に砦のクエストで支給される時限式の爆弾で、他の爆弾と違いモンスターの体に直接設置して使用する。威力は群を抜いて高い。爆発に巻き込まれても、ハンターにはダメージ0。                                                                 |
| JUMPタル爆弾                                                                               | MHP2G・MHP3に登場するドクロ模様の大タル爆弾。設置すると放物線を描いて飛んで行く。大タル爆弾と同じ威力がある。 |
| ポリタン爆弾                                                                               | MHP2G・MHP3に登場する。アスキー・メディアワークスの「電撃」ブランドのマスコットキャラクターポリタンがデザインされており、衝撃を与えると後述の爆雷針のように落雷が発生する。こちらは天候に左右されない。                             |
| 爆雷針                                                                                     | 爆弾が使えない悪天候時のために開発された道具。避雷針の原理で雷を落とす。系統は異なるが、性能は爆弾とほぼ変わらない。上位版として「爆雷針G」も存在する。一部のシリーズは悪天候でも爆弾を使えるため登場しない。                       |
| マタタビ爆弾                                                                               | MH3〜MH4Gに登場する爆弾。マタタビと小タル爆弾の調合で作り出す。爆発がアイルーやメラルーに直撃すると酔わせて動きを止められる。また、ハンターや他のモンスターに当たるとアイルーやメラルーの攻撃対象として最優先される。攻撃力は皆無。 |

#### 角笛系
| 角笛          | 大きな音を出し敵に狙われやすくなる。敵をおびき出したり、おとりになるなどの使い道がある。             |
| 回復笛        | 回復効果を広範囲に与えるアイテム。使用者に近いほど回復量が多い。派生品として解毒笛がある。           |
| 鬼人笛 硬化笛 | 能力増強の効果を広範囲に与えるアイテム。鬼人薬・硬化薬との重複は出来ず、一定時間経つと効果は消える。 |

#### 素材

##### 調合素材
| 増強剤       | 薬品の効果を増強させる薬。特定の素材にのみ働きかける。                                                                                                   |
| ハチミツ     | 蜂の巣から採取できるアイテム。栄養価が高く、一部の薬品に混ぜると効果を高める。温暖期に入手しやすく、ジャンボ村では季語として甘い出会いを表す時に用いる。 |
| ネット       | クモの巣の粘着力でツタの葉を纏め上げたもの。強力な力にも耐え、虫あみや落とし穴などの調合素材となる。                                                     |
| 捕獲用麻酔薬 | ネムリ草とマヒダケを調合した麻酔薬。単品では使用できず、素材玉や投げナイフ、ボウガンの弾丸に仕込んでモンスターの捕獲に使われる。                         |
| 小・大タル   | アイルーとメラルーの集落に積まれている空タル。爆弾として使用される。                                                                                     |
| 空ビン       | 弓に薬液を装填する為のビン。カラ骨を砥石で加工して作られる。                                                                                             |
| 抗菌石       | にが虫と大地の結晶を調合した石。抗菌作用があり、解毒系アイテムの素材になる。防具として加工した場合、毒耐性が高くなる。                                   |

##### キノコ
| アオキノコ   | フィールド上によく生えている栄養価の高いキノコ。混ぜ合わせたものの効果を増強させるため、様々な調合に使われる。 |
| ニトロダケ   | 熱を秘めたキノコで爆薬などの素材に使用される。上位互換の鬼ニトロダケもある。 |
| マヒダケ     | 麻痺作用を持ったキノコ。主にモンスターの麻痺属性を蓄積させるアイテムに使われる。より強い麻痺作用のあるオオマヒシメジも存在する。 |
| 毒テングダケ | 毒素を持ったキノコ。食べることも可能だが毒状態になる。モンスターに毒を蓄積させるアイテムに使われる。死骸の上に発生し、その養分によって毒性が変化する。最大で6mのものが確認されている。さらに強力な毒素をもつゲキレツ毒テングも存在する。 |
| ドキドキノコ | 口にすることで、体力回復や麻痺などの効果がランダムで発生する。「モドリ玉」の調合素材でもある。 |
| ヌメリンギ   | 掴むことすら困難なほどヌメリ成分たっぷりのキノコ。 |
| クタビレタケ | スタミナを奪う成分が含まれたキノコ。 |
| ヒンヤリダケ | MHW・MHWIでクーラードリンクの調合素材となるキノコ。 |
| マンドラゴラ | 引き抜いた者の命を奪うと言い伝えられているキノコ。秘薬の調合素材となる。寄生性の強いキノコで、地中部が成長すると根が菌体と完全に癒合し、その地中部は生き物のような姿をしている。元となったマンドレイクはキノコでなく植物である。         |

##### 魚
| キレアジ         | 武器を研げるほど硬い背びれを持つ魚。ボウガンの弾の素材にもなる。大きな個体はドスキレアジと呼ばれ多くの弾を作り出せる。                                   |
| 眠魚             | 睡眠作用の成分を持つ魚。弾だけでなく睡眠属性の武器にも用いられる。大きな個体はドス眠魚と呼ばれる。                                                       |
| はじけイワシ     | 絶命時に弾ける魚。弾などの素材になる。大きな個体はドスはじけイワシと呼ばれる。                                                                           |
| ハリマグロ       | あごに鋭い針を持つ魚。弾の素材になる。大きな個体はドスハリマグロと呼ばれる。                                                                             |
| カジキマグロ     | 非常に珍しい巨大な魚で、実在するカジキマグロによく似ている。そのまま凍らせて大剣として使われる他、食材としても用いられる。                               |
| ハレツアロワナ   | 絶命時に破裂する魚。弾の素材になる。大きな個体はドスアロワナと呼ばれる。                                                                                 |
| バクレツアロワナ | 絶命時に爆裂する魚。ハレツアロワナよりも強力な弾になる。                                                                                                 |
| カクサンデメキン | 絶命時に拡散する魚。強力な弾を調合するのに使われる他、爆弾の強化にも用いられる。                                                                         |
| 小金魚           | 全身が金で覆われた珍しい金魚。高値で取引されるが、凶暴な性格がゆえに取扱注意である。                                                                     |
| 黄金魚           | 全身が金で覆われた非常に珍しい魚。ハンターズギルドが買い取ってくれる。                                                                                   |
| 春夜鯉           | 【ハルヨコイ】と呼ばれる鯉の一種。繁殖期の到来を知らせるという。                                                                                         |
| ソゲキス         | 峡谷で確認された生物。高圧で水を吐くための水袋を持ち、水上の獲物すら撃ち落として捕食する恐るべき魚。この性質はテッポウウオと似ている。                   |
| サンショウナギ   | 峡谷で確認された謎の多い水棲生物。非常に食欲旺盛で共食いも頻発する。スタミナが満点らしいが、目が良くなるかは不明。また山椒のように辛いのかも不明である。 |
| 古代魚           | 全身のあらゆる部分を素材や食用として使用でき、捨てる部分が無いと言われている珍しい魚。                                                                   |

##### 実・種・植物
| カラの実       | 実在するピスタチオに似た実。殻は弾の薬莢として利用され、詰めた物の特性を持つボウガンの弾薬になる。容易に入手できるが、威力の高い弾は作製できない。種は取り出したその場で地面に埋めるのがハンター間での暗黙の了解となっている。 |
| ハリの実       | 針のような形をした実。弾丸として用いられる他、爆雷針の材料になる。 |
| ツラヌキの実   | 貫通弾のもととなる実 |
| リュウゲキの実 | 龍撃弾のもととなる実 |
| バクレツの実   | 徹甲榴弾のもととなる実 |
| はじけクルミ   | 衝撃を加えると中身が飛び散るクルミ。散弾の素材になる。 |
| ペイントの実   | 強烈な臭いと派手な色の果汁を持つ実。ペイントボールなど狩猟対象の位置を探るアイテムの素材になる。寒冷期に入手しやすく、ジャンボ村では季語として待ち人を探したい時に用いる。                                                     |
| カクサンの実   | 衝撃を加えると破裂する木の実。拡散弾の素材になる。 |
| 龍殺しの実     | 太古の昔より龍が忌み嫌うといわれている木の実。滅龍弾の素材になる。一部のシリーズでは回復アイテムとしても使うことができる。 |
| ネンチャク草   | 葉の表面に強い粘着性の樹液を持つ階層樹科の草。素材玉などに用いられるほか、接着剤としての用途も広い。 |
| ネムリ草       | 睡眠作用を持った草。主にモンスターに睡眠属性を蓄積させるアイテムの素材になる。 |
| ツタの葉       | 柔軟性が高く強靭な草。クモの巣で束ねてネットとして利用される他、けむり玉の材料としても用いられる。崖を登るときにロープの代わりとしても用いられる。                                                                             |
| 火薬草         | 発火作用を持つサボテン科の草。爆薬や火炎弾などの材料として用いられる。また、採掘用の発破としても使用される。 |
| 太陽草         | ドンドルマ地方で薬草の代わりに用いられる草。薬草同様アオキノコと調合することで回復薬となるが、単体では使用できない。 |
| 落陽草         | 夜しか採取できない良い匂いのする草。滋養強壮の効果を持ち、様々な調合の材料に用いられる。MH3Gでは「落葉草の花」、MH4以降は「落葉草の根」という調合素材が登場している（これらの作品では落葉草そのものは登場していない）。        |
| サボテンの花   | 砂漠に生えている解毒成分を持った花。そのものでは解毒効果を発揮できず、にが虫と調合することにより解毒効果を得る。突然変異種として百花サボテンが存在する。ディアブロスの主食。                                                   |
| マタタビ       | メラルーの大好物。所持していると優先的に盗まれる為、他のアイテムを保護できる。その他のアイテムを盗むモンスターには効果が無い。                                                                                                 |
| トウガラシ     | 火を吹くほど辛いトウガラシ。血行を良くし体を温める作用があるが、単体では胃腸に悪いため使用できない。 |
| オカサンゴ     | まだ海底であった頃の峡谷に生息していた底生生物と思われ、現在の乾いた環境に対応した美しいサンゴ。装飾素材として用いられる。植物アイテムに分類されているが、実在するサンゴは動物である。                                         |
| ハッパの実     | 鳥は好み、竜は嫌うという不思議な実。投げると爆発して特殊な音を発するため、滞空中の飛竜を落とすことができる。 |

##### 虫
| 不死虫     | 寿命1000年と伝わる虫。栄養剤など、体力の上限を上昇させるアイテムに用いられる。                                                                                     |
| 光蟲       | 絶命時に強烈な閃光を放つ虫。閃光玉やシビレ罠などの調合素材として用いられる。繁殖期の夜に入手しやすく、ジャンボ村では繁殖期の季語として夜の風情を表す時に用いる。   |
| 雷光虫     | 衝撃が加わると放電する虫。雷属性の武器や麻痺属性の武器の材料とされる。古龍の体内で巨大に変異したものは大雷光虫と呼ばれ、モンスターとして登場する。（甲虫種を参照） |
| 超電雷光虫 | ジンオウガによって活性化状態にある雷光虫。採取することはできないが、ジンオウガが転倒している隙や、落し物で入手可能。                                               |
| 虫の死骸   | 有効な使い道はあまり無いが、マカ漬けの壷などを利用することで有用なアイテムに変える事も可能。一部のシリーズでは撒き餌として使うこともできる。                       |

##### 鉱石
| 鉄鉱石                                             | 武器の基本となる素材。ピッケルの刃にも使用され、古くから利用されてきた。 |
| 円盤石                                             | 円盤のような形をした石。武器や防具の強化に用いられる。MHのみ円盤弾の材料として用いられ、MHPまではスキル「錬金術」により砥石の材料にも用いられた。 |
| 大地の結晶                                         | 微生物の遺骸や腐敗物が結晶化した石。武器の研磨材として工房で利用される。抗菌石の素材になる。 |
| 抗菌石                                             | 大地の結晶の抗菌成分を調合により濃縮したもので、自然界には存在しない。主に有毒なモンスターの素材で防具を作るときに用いられる他、解毒笛の材料となる。 |
| シーブライト鉱石                                   | 太古に絶滅した小型群棲生物の骨格。別名：彩水晶。 |
| ベアライト石                                       | 金属を多く含む石。他の金属を加えれば、その強度を上げることができる。別名：青閃石。 |
| マカライト鉱石                                     | 通常の鉄鉱石よりも良質なマカライト鋼を作り出すことが出来る青みがかった鉱石。掘り出された原石の中でも純度が高いものは蒼天石と呼ばれる。強度の高いピッケルの刃に使われるほか、鎧玉や武具玉の素材になる。人類が危険なラティオ活火山に踏み入るまで、この鉱石の利用価値は低かったが、その火山で採掘される燃石炭がマカライト鋼を生成するのに十分な温度を持っていたため、武器や防具の素材として広く普及した。ポッケ村には巨大なマカライト鉱石の原石があり、大マカライトとして村のシンボルになっている。別名：燕雀石。 |
| ドラグライト鉱石                                   | マカライト鉱石より良質な鋼を作るのに使用される鉱石。上鎧玉や上武具玉の素材になる。別名：輝竜石。 |
| カブレライト鉱石                                   | ドラグライト鉱石より良質な鋼を作るのに使用される鉱石。堅鎧玉や堅武具玉の素材になる。別名：霊鶴石。 |
| エルトライト鉱石                                   | カブレライト鋼より良質な金属が精製できる期待の新素材。王鎧玉の素材になる。別名：緋鷹石。 |
| ユニオン鉱石                                       | 異なる素材をつなぐことの出来る特殊な金属。別名：白鳩石。 |
| メランジェ鉱石                                     | 様々な素材を接合できる、柔軟で耐久性に優れた金属を含む金属。真鎧玉の素材になる。別名:雲鳩石。 |
| 紅蓮石                                             | 主に火山で採掘される灼熱の鉱石。常温で燃え盛り素材同士を結合させるが、相性の良い素材としか合成できない。鍛冶屋ではこの鉱石を削りだした金槌が使われ、ジャンボ村のおばあちゃんのスミスハンマーは有名。別名：鳳凰石。 |
| 獄炎石                                             | 紅蓮石の上位素材。マグマ層に近い鉱床で取れる超高温を保つ石。あまりに高温すぎるので、道具として扱える人は少ない。別名：紅鶯眼玉髄。 |
| 陽光石                                             | 陽の光に反応してぼんやりと輝く鉱石。夜は他の鉱物と区別がつかなくなる為採取できない。強度を高める合金素材として重宝される他、閃光玉の素材にもなる。 |
| 氷結晶                                             | 常温でも溶けない氷の結晶。鉱物の密度を高める効果がある。体を冷やすアイテムや氷属性武器の材料に使われる。また、琥珀のように虫や植物が閉じ込められた物も存在し、それらはアンバル鉱石と呼ばれ特別視される。元になったと思われる氷晶石がある。 |
| グレートストーン                                   | 一見平凡なものに見えるが、太古の息吹のような大きな存在感のある石。特殊なクエストでしか入手できない。 |
| ライトクリスタル ノヴァクリスタル ピュアクリスタル | 輝くクリスタル。非常に硬度が高く工房などでも利用される。他の鉱石に比べて高値で取引される。 |
| ベリル鉱石                                         | 峡谷でのみ採掘できる鉱石。混入するものによって緑の色合いを持つこともあり、硬度と美しさを併せ持つ。実在するベリルは緑柱石と呼ばれる宝石。 |
| アモナイト鉱石                                     | 峡谷でのみ採掘できる鉱石。巻き状の紋様が太古の息吹を感じさせる。峡谷は昔海底であった為アンモナイトのような生物の化石と思われる。 |
| 雷管石 風紋石 緋夕石 燐蛍石                        | いずれも峡谷でのみ採掘可能な鉱石。それぞれが特質を持ち、特に緋夕石は「峡谷に沈む夕日」とも呼ばれるほどの見事な緋色を発し、ほのかな温みが残り続ける。 |
| 水光原珠 陽翔原珠 修羅原珠 瑠璃原珠                | 装飾品の素材として用いられる珠。ほとんどの装飾品製作にこのいずれかが必要となる。 |
| 鎧石                                               | 特定の鉱石や素材と調合することで6種の鎧石を作ることができる石。調合する鉱石や素材のグレードに比例して、精製される鎧玉のグレードも上がる。MHP2までは重鎧玉を作ることができなかったが、MHP2Gより作れるようになった。MHP3では攻撃力ブーストの導入のため、「武具石」に名称が変更された。 |
| 鎧玉 上鎧玉 堅鎧玉 重鎧玉 王鎧玉 真鎧玉 尖鎧玉     | 熱に特異な反応を示す鉱物。他の鉱石と異なり、既成の防具に蒸着させ、防御力を高めるのに利用される。密度が高いものほど名前がグレードアップする。防具の強化段階が上がるほど、強化に必要な鎧玉のグレードは上がる。MHP2Gより王鎧玉と真鎧玉が追加された。またMHFのみSP防具の強化に使用する大鎧玉、超鎧玉、極鎧玉が存在する。またMH3には尖鎧玉（上鎧玉と堅鎧玉の中間）が登場した。 |
| 武具石                                             | MHP3より新たに登場。特定の鉱石や素材と調合することで武具玉3種を作ることができる石。調合する鉱石や素材のグレードに比例して、精製される武具玉のグレードも上がる。ただし、重武具玉は調合で作り出せない。 |
| 武具玉 上武具玉 堅武具玉 重武具玉                  | MHP3より新たに登場。鎧玉同様、既製の武器に蒸着し攻撃力を高めたり（攻撃力ブースト）、防具に蒸着して防御力を高める。鎧玉同様に調合された鉱石（または素材となる虫）によって名前がグレードアップする。防具のレベルアップは鎧玉同様に強化段階ごとに要求される武具玉のグレードが上がるが、武器の場合は武器そのもののレア度によって必要となる武具玉のグレードと数が変化する点が異なっている。攻撃力ブーストは非常に微妙なバランスが要求されるため、1つの武器につき1回までという制約がある（素材を用意して別の武器に進化させるとブーストは外れ、再びブースト可能になる）。また、攻撃力ブーストはボウガンにも対応するため、MHP3ではボウガンのレベルは存在しない。 |
| アイシスメタル グラシスメタル                      | 光り輝くメタル。とても稀少だが値段は格安。 |

##### モンスター素材
| 竜骨【小】・【中】・【大】 上竜骨 尖竜骨 堅竜骨 重竜骨 強竜骨 古龍骨 なぞの頭骨                | モンスターの骨。汎用性の良い素材として武器・防具などに使用される他、虫あみの柄や鬼人笛などの特殊な角笛、ブーメランなど、狩猟用アイテムの材料としても欠かすことができない。また、建造物や船のマストなどにも用いられており、生活と密接に結びついている。                       |
| カラ骨【小】・【大】                                                                           | モンスターの脊椎部の骨。ボウガンの弾の薬莢として用いられ、カラの実よりも強度が高く大量の火薬の爆発にも耐える事から、より強力な弾が作り出せる。この他、カラ骨【小】は弓用の薬ビンの材料としても用いられる。MHP3は「カラ骨」で統一される。                                     |
| なぞの骨                                                                                       | 風化した骨。飛竜の巣などで拾うことができる。ピッケルや虫あみの柄として用いられるが、強度が弱くすぐ壊れてしまう。このほか、ハンターが練習用の大剣やハンマーの材料として用いる事もある。                                                                                       |
| 棒状の骨                                                                                       | 元の生物も判定できない風化した骨。なぞの骨と同じく、飛竜の巣などで拾うことができる。その形状を活かしてピッケルの柄として用いられ、なぞの骨より強度の高いものを作り出せる。                                                                                                   |
| 竜の牙                                                                                         | 飛竜類の牙。火薬の力で砕け散る性質を利用し、散弾の材料として用いられる。回復アイテムの「生命の粉」の材料にもなる。 |
| 竜の爪                                                                                         | 飛竜類の爪。拡散弾の素材になる。回復アイテムの「生命の粉塵」の材料にもなる。 |
| ランポスの牙 ゲネポスの麻痺牙 イーオスの毒牙 ジャギイの牙 バギィの牙 鳥竜種の牙 フロギィの毒牙 | 小型鳥竜種の牙。ボウガンの弾の材料として用いられ、それぞれの特性に応じて貫通弾、麻痺弾、毒弾となる。 |
| 鳴き袋                                                                                         | 主に鳥竜種のモンスターに備わった内臓器官で、割れると鼓膜を破壊するほどの強烈な音を発する。爆薬等と組み合わせて一部のモンスターの聴覚を刺激する音爆弾として用いる。 |
| 毒袋                                                                                           | 毒を有するモンスターがもつ内臓器官で、致死性の毒液が溜まっている。毒属性の武器や毒けむり玉などの材料になる。上位素材の「猛毒袋」、「激烈毒袋」は毒性が強すぎるため調合素材としての利用はされない。また、MHFの“変種”モンスターからは「激毒袋」、G級では「疫毒袋」が入手可能。 |
| 麻痺袋                                                                                         | 神経性の麻痺毒が溜まっている内臓器官。麻痺属性の武器やシビレ罠などの材料になる。上位素材に「強力麻痺袋」、MHFでは変種から「強麻痺袋」、G級で「虚麻痺袋」が得られる。 |
| 睡眠袋                                                                                         | 催眠作用のある粉塵が詰まった内臓器官。睡眠属性の武器に用いられる。上位素材に「昏睡袋」、MHFでは変種から「催眠袋」、G級で「爆睡袋」が存在する。 |
| 火炎袋                                                                                         | 可燃性の粉塵が詰まった内臓器官。火属性の武器やタル爆弾を強化する調合素材になる。上位素材に「爆炎袋」、「業炎袋」、MHFでは変種の「発火袋」、G級では「烈火袋」が存在する。 |
| 電気袋                                                                                         | 衝撃を受けると放電する性質を持つ内臓器官。雷属性の武器や麻痺属性の武器、電動機を持つ武器の材料とされる。上位素材に「電撃袋」、「雷電袋」、MHFの変種には「発電袋」、G級では「雷撃袋」が存在する。                                                                             |
| 貯水袋 氷冷袋                                                                                  | MHFの“変種”モンスターから入手可能なアイテム。それぞれモンスターの体内で水を貯めておく器官と、氷核物質の生成を担う器官。G級ではそれぞれ「水泡袋」、「凍結袋」という上位版がある。MH3・MHP3では氷結袋、水袋が登場する。これらは装備品の生産に用いられる。                      |
| 狂走エキス                                                                                     | 一部のモンスターの持つ超持久力の源となっており、調合すればプレイヤーもその恩恵を得ることが出来る。MHFのG級では「爆走エキス」というものもあるが、調合素材としては使用できない。                                                                                               |
| アルビノエキス                                                                                 | 一部のモンスターから得られた体液。鬼人薬、硬化薬と調合する事でそれぞれ鬼人薬グレート、硬化薬グレートになる。より濃厚なものは「アルビノの極上液」と呼ばれるが、調合で使用することはできない。                                                                                 |
| モンスターの体液                                                                               | 甲虫種のモンスターが吸った体液とその消化液の混合液。接着作用があり主に武具の強化に使用される。甲虫種などから剥ぎ取ることが出来るほか、行商人から購入することも出来る。上位素材に「モンスターの濃汁」、「モンスターの特濃」がある。                                           |
| モンスターのフン                                                                               | 悪臭を放ち、モンスターを忌避させる他、肥料としても用いられる。 |
| モンスターの油                                                                                 | 変種モンスターから入手可能な油。透明感のある動物性の油脂であり、調合により材質を変化させる効能もあるのではないかと考えられている。上位版では「モンスターの上油」、剛種や覇種などより強力な変種モンスターからは「モンスターの極油」が得られる。                               |
| 龍薬石                                                                                         | ラオシャンロンの背中から採れる、鱗が結晶硬質化した物質。生薬として重宝され、ギルドから買い取られる他、秘薬の原料として用いられる。 |

#### 遠距離武器用アイテム

##### 弾丸系
| Lv1～3 通常弾                                                                             | 特殊な効果の無い弾。Lv1のみ弾数無限の特性を持つ。基本的に単発ヒットだが、MHG以降のシリーズではLv3に跳弾の特性が加わり、複数回ダメージを与える事が可能になった。Lv2は最高クラスの威力を持つ。MH3GではLv1がボウガンの標準装備となった。 |
| Lv1～3 散弾                                                                               | 円錐型に飛散し前方広範囲を攻撃できる弾。一度の射撃で複数のモンスターに命中するほか、至近距離であれば同じモンスターに複数回ヒットする。Lvによりヒット数が変わり、わずかだが水属性を備えている。                                        |
| Lv1～3 貫通弾                                                                             | 着弾した後もモンスターを突き抜けるように進んでいき連続ヒットする。Lvに応じてヒット数が増加するが、それに反比例して威力が落ちる。 |
| Lv1～3 徹甲榴弾                                                                           | 着弾して数秒後に爆発する弾。爆風はモンスターの肉質を無視してダメージを与え、わずかだが火属性も備えている。MHPGからは頭部に当てることで気絶値蓄積効果を与えるようになった。                                                            |
| Lv1～3 拡散弾                                                                             | 着弾すると同時に爆発する弾。こちらも火属性を備え、肉質の影響を受けない。徹甲榴弾よりも高い威力を持ち、一度に持てる個数が非常に少ない。                                                                                                |
| 火炎弾 水冷弾 電撃弾 氷結弾 滅龍弾 貫通火炎弾 貫通水冷弾 貫通電撃弾 貫通氷結弾 貫通滅龍弾 | 各通常属性のダメージを与える弾。的確に使い分けないと効果は薄い。滅龍弾を使用できるボウガンは少数に限られる。火炎弾・水冷弾・電撃弾はMHG、氷結弾はMH2より追加された。                                                                  |
| Lv1～2 毒弾                                                                               | 毒テングタケやイーオスの毒牙が持つ毒を利用した弾。複数回命中させる事でモンスターを毒の作用で衰弱させる。 |
| Lv1～2 麻痺弾                                                                             | マヒダケやゲネポスの麻痺牙が持つ麻痺毒を利用した弾。モンスターに複数回命中させる事で麻痺させる事ができる。 |
| Lv1～2 睡眠弾                                                                             | ネムリ草や眠魚の持つ催眠成分を利用した弾。モンスターに複数回当てることで眠らせる事ができる。 |
| Lv1～2 減気弾                                                                             | クタビレタケやシンドイワシの持つ疲労成分を利用した弾。モンスターに当てることでスタミナを奪う事ができる。Lv1はMH3、Lv2はMHP3より登場。                                                                                                 |
| 斬裂弾                                                                                    | MH3より登場。着弾後に刃物が飛び散り、切断属性を持つ。 |
| Lv1～3 竜撃弾                                                                             | MH3に登場。ガンランスの竜撃砲とほぼ同じ性能を持つ弾。竜撃砲と違い冷却動作がない。レベルに応じて威力が上がるが、それに応じて準備時間や反動も大きくなるなど、他の弾丸とは異なる性質を持つ。                                             |
| Lv1～2 水中弾                                                                             | MH3に登場。地上では散弾とほぼ変わらないが、水中ではヒット数が増加する。 |
| 爆破弾                                                                                    | MH3Gより登場。爆破属性を持つ弾。複数回当てることで爆発し、モンスターに肉質を無視したダメージを与える。徹甲榴弾と違い、気絶値がない。                                                                                                  |
| 捕獲用麻酔弾                                                                              | 捕獲用麻酔玉と同様の効果を持つ弾。 |
| Lv1～2 回復弾                                                                             | ハンター、モンスターを問わず、着弾した相手の体力を回復する。Lvにより回復量が変わる。MHFではモンスターは回復せずにダメージが1として計算される。                                                                                        |
| 鬼人弾 硬化弾                                                                             | 着弾したハンターに鬼人薬、硬化薬と同様の効果を与える。 |
| ペイント弾                                                                                | ペイントボールと同様の効果を持つ弾。 |
| 円盤弾                                                                                    | 円盤状の特殊な弾。着弾すると跳弾が発生する。MHで登場したが以降のシリーズでは廃止。 |
| 毒消し弾                                                                                  | 着弾したハンターに解毒効果をもたらす弾。MHで登場したが以降のシリーズでは廃止。 |
| こやし弾                                                                                  | こやし玉同様、着弾地点に飛竜の嫌がる臭いを散布し、ハンターに気付いていない飛竜を強制的にエリア移動させる弾。MHで登場したが以降のシリーズでは廃止。                                                                                    |

##### 薬ビン系
| 強撃ビン     | ニトロダケの成分を詰めたビン。弓矢の攻撃力を1.5倍に高める。                                                                    |
| 毒ビン       | 毒テングダケの毒を詰めたビン。相手に毒を与える事ができる。                                                                     |
| 麻痺ビン     | マヒダケの麻痺毒を詰めたビン。相手を麻痺させる事ができる。                                                                     |
| 睡眠ビン     | ネムリ草や眠魚の持つ催眠成分を詰めたビン。相手を眠らせる事ができる。                                                           |
| ペイントビン | MHP2Gから登場。ペイントの実を詰めたもの。ボウガンのペイント弾とほぼ同じ効果を持つ。                                            |
| 接撃ビン     | MHP2Gから登場。キレアジを使用したビン。近距離射撃、近接攻撃の威力を上げる。                                                    |
| 爆撃ビン     | MHFに登場。爆薬を使用したビン。タル爆弾のように固定ダメージを与えることができる。                                              |
| 減気ビン     | MHP3から登場。クタビレタケを使用したビン。モンスターのスタミナを奪う効果を持つ。頭部に当て続ければめまいを起こすことができる。 |

##### 迎撃装置用アイテム
| バリスタの弾       | 砦や城に設置されている固定式大型弩弓「バリスタ」の弾丸。ボウガンのスコープ画面のように照準を定めて発射する。爆発などの効果は持たない。なお、シャンティエンと戦う大型探査船に搭載されているバリスタは自動装填式となっているため、「バリスタの弾」をフィールドで採取することはできない。 |
| 水中用バリスタの弾 | ナバルデウスと戦うときに使用できるバリスタ専用の弾。弾は支給品にも含まれ、海底遺跡などで入手することができる。 |
| バリスタ用拘束弾   | MH3より登場。ジエン・モーランとの戦闘時の支給品専用アイテム。上記のバリスタの弾と同様に使うが、こちらは一定時間拘束する効果を持つ。 |
| 単発式拘束弾       | MHP3より登場。アマツマガツチとの戦闘時の支給品専用アイテム。バリスタ用拘束弾と同様にアマツマガツチを一定時間拘束することができるが、4発しかない上に使い捨てである。こちらは連続使用が可能。                                                                                            |
| 拘束用捕獲弾       | MHFに登場。シャンティエンと戦う大型探査船で採取が可能なアイテム。専用の射出機で直撃させ、画面に表示されるゲージをMAXにするとシャンティエンを甲板に引き戻すことができる。引き戻すためのものなので上記の単発式拘束弾とは名前は似ても効果は全く違う。                                     |
| 大砲の弾           | 砦や城に設置されている大砲の弾。照準は固定だが威力は高い。非常に重く大砲の前まで抱えていく必要がある。シリーズによってはその場に落とすと小タル爆弾程度の爆発を起こす。 |

#### 補助アイテム

##### 書物類
| 調合書                            | 調合の達人が記したもので、所持すると調合成功確率がアップする。入門編・初級編・中級編・上級編・達人編・錬金編の6冊があり、錬金編は正規の調合書にはない「錬金術」が記されている。                                                                   |
| （モンスター名・種族）の書        | モンスターの生態系や特徴が記入された書物。入手するとメニューのモンスターリストで参照可能になる。購入以外にもイベントや、MHPとMH2の連動等で自動的に入手できる場合もある。MH3ではハンターノートの中にあるモンスターリストの参照可能な項目が増える。 |
| 楽譜                              | 狩猟笛の旋律が書かれた書物。購入するとマイハウスの本棚で確認が可能になる。MHP3・MH3Gでは装備の詳細で旋律を確認できるため登場しない。 |
| 収納上手・技の書 収納上手・力の書 | 人気月刊誌『狩りに生きる』の増刊号。購入するとハンターの収納技術が上がり、アイテムボックスの容量が増加する。 |
| 改築上手・匠の技 改築上手・銭の技 | 人気月刊誌『狩りに生きる』の増刊号。購入するとマイハウスの内装が豪華なものとなり、アイテムボックスの容量が増加する他、オンラインプレイではより多くのプレイヤーと一緒に食事をする事ができるようになる。                                            |

##### 肉焼きセット
| 肉焼きセット                                       | 生肉を焼いて調理する道具。軽快な音楽と共にハンターが肉を焼き始める。タイミングよく肉を取り上げると「上手に焼けました～!」という女性の声が流れる。この女性の声は社員の声。                                                           |
| 高級肉焼きセット                                   | こんがり肉Gの調理が成功しやすい肉焼きセットの上位アイテム。こんがり肉Gを焼くことに成功すると「ウルトラ上手に焼けました～!」という女性の声が流れる。こんがり肉を焼いた場合は肉焼きセットと同じ声が流れる。この声も社員の声。         |
| 男の肉焼きセット 女の肉焼きセット 猫の肉焼きセット | 高級肉焼きセットのバリエーションで使用方法や効果は変わらないが、女の肉焼きセットはBGMと上手に焼けた際のセリフが色っぽくなり、男の肉焼きセットは祭りの掛け声のような男声、猫の肉焼きセットは猫の鳴き声でBGMが構成される。            |
| 高速肉焼きセット                                   | BGMのテンポが速くなった肉焼きセット。上手に焼けるタイミングが短い。 |
| よろず焼きセット                                   | 特定の肉焼きセットに「よろず焼きキット」を追加装着することで得られる汎用の焼き物セット。こんがり肉Gを焼き上げることができる他、他の肉焼きセットでは扱えない調理肉、魚などを調合と同じ手順でセッティングして焼き上げることができる。 |
| 連続肉焼きセット                                   | MH3で登場。肉焼きセットを2つ並べたような形をしており、次々とセットすることで手早く焼くことが出来る。こんがり肉Gを焼くことはできない。                                                                                               |

##### 釣りエサ
| 釣りバッタ 釣りミミズ 釣りホタル | 一般的に用いられる釣りエサ。違いは持ち歩くことができる最大数のみ。釣りミミズは、MHP2以降で農場の肥料として利用できる。                                                                     |
| 釣りフィーバエ                   | 釣りに用いられるハエ。通常、魚はエサに食いつく前にエサをつつくが、このエサにだけはすぐに食いつく。                                                                                         |
| マグダンゴ                       | マグロが好む匂いをもつヤマイモムシを釣りミミズと練り合わせたもの。マグロと名のつく魚だけがかかる。                                                                                         |
| アロダンゴ                       | アロワナが好む匂いを放つカクバッタを釣りバッタと練り合わせたもの。アロワナと名のつく魚だけがかかる。                                                                                       |
| 黄金ダンゴ                       | 黄金魚が好む匂いを放つツチハチノコを釣りホタル と練り合わせたもの。黄金魚だけがかかる。 |
| 釣りカエル                       | 釣りに用いられるカエルで、一部の水生モンスターの好物。対象のモンスターのみを釣り上げる事ができ、強制的に陸に打ち揚げる事でダメージを与えられる。ハンターに気付いている場合は食いつかない。 |
| キレダンゴ                       | MH3から登場。キレアジが好む匂いを放つカクバッタを釣りフィーバエと練り合わせたもの。キレアジだけがかかる。                                                                                  |
| 大漁ダンゴ                       | MHP3から登場。イレグイモムシを釣りフィーバエと練り合わせたもの。色々な種類の魚が複数匹釣れる。                                                                                             |
| バクダンゴ                       | MHP3から登場。ボンバッタを釣りフィーバエと練り合わせたもの。絶命時に爆発する魚だけがかかる。                                                                                               |

##### その他
| 双眼鏡           | 可変倍率の双眼鏡。ボウガンのスコープ画面に近い。竜骨など筒状の素材にランポスの瞳の水晶体をレンズとして使用している。 |
| ピッケル         | 岩の割れ目や鉱脈などで鉱石を採集するための道具。刃には鉄鉱石などの鉱石を使い、素材によって強度が異なる。 |
| 虫あみ           | 草むらなどで虫を採集するための道具。ネットと竜骨などの骨を調合して自ら作ることもできる。ピッケル同様、素材によって強度が変わる。 |
| 砥石             | 武器を研磨し切れ味を戻す道具。採掘によって鉱石などと共に入手できる。複数所持できるが使い捨て。MHFでは研磨能力の高い「砥石G」、効果は低いが高速で砥げる「高速砥石」、一定時間会心率を向上させる効果を併せ持った「会心の砥石」などが登場した。 |
| マカ漬けの壷     | マカ麹が入っている壷。調合と同じ手順でアイテムを入れ、フィールドに埋めておくと発酵によって中の物質が変化していく。発酵の度合いは埋めた場所から揚がる煙の色で見極める事ができる。有用性の低いアイテムを良い物に変えたり、この方法でしか手に入らないアイテムも存在するが、「一度に一つまでしか埋められない」「クエスト終了までに回収しないとアイテムが失われてしまう」「清算アイテム、支給品用アイテムを入れた状態でクエストを終了した場合、壷ごとアイテムを回収されてしまう」などの難点がある。                                                               |
| ガンランス冷却剤 | MHFに登場。放熱中のガンランスを冷却し即座に使用可能にする。モーションは砥石と同じだが切れ味は回復せず、スキルによる研ぎ時間短縮の影響も受けない。 |
| 剣晶             | MHFに登場する消費アイテム。武器に装填するために専用の防具スキルが必要で、武器の属性を強制的に変更する弓の「ビン」のような存在。火属性の「火炎剣晶」やその上位版となる「業炎剣晶」、水属性の「水激剣晶」や「水獄剣晶」、雷属性の「雷神剣晶」や「雷霆剣晶」、氷属性の「氷結剣晶」や「氷刃剣晶」、龍属性の「龍王剣晶」や「龍帝剣晶」、毒属性の「猛毒剣晶」、麻痺属性の「麻痺剣晶」、睡眠属性の「睡眠剣晶」、そして近接攻撃をタル爆弾のような固定ダメージに変化させる「爆撃剣晶」がある。また、進化武器のみ、攻撃力を1.5倍にする「強撃剣晶」を無条件に装填可能。 |
| ネコタクチケット | 主に素材採集系のクエストで支給されるチケット。これを納品するとクエストクリアとなり、村に戻ることができる。 |
| たいまつ         | MH3・MH3Gに登場する支給品アイテム。火を灯して周囲を照らすことができる。かざしたり殴りつけたりすることで一部のモンスターを追い払う効果も持ち、アイルーやメラルーはたいまつを見ると集まって踊り始める。反面、熱や光に反応するモンスターに狙われやすくなる。水中では使用できないが、たいまつを灯した状態でも戦闘が可能。 |

#### 武具素材
本項では特異な素材のみを抜粋して表記しており、鱗や甲殻、骨といった一般的なモンスター素材は除く。
| タルの蓋          | アイルー・メラルーの住処や、その近辺でよく見かける素材。使用頻度は少ないが、ネコ系の武具には必要となることが多い。 |
| 落し物の傘        | ボウガンの部品となる傘。この傘で作られたボウガンはパラソルのような形に擬態しており、暗殺武器であるとされる。仕組みが工房のものに近いことから、ギルドと関連する武器のようだが関与を否定している。また、ゲーム中の人気小説に登場するという女怪盗も、パラソル型ボウガンを使用している。       |
| 折れた撃龍槍      | 対古龍用の兵器である撃龍槍の残骸。元は人間が持てるサイズではないが加工する事でランスの材料になる。 |
| さびた塊 太古の塊 | まれに採掘される、一見大きな岩のように見える塊。実際はさびた金属塊で、故障した武器を廃棄したもの、古代文明の遺産である場合もある。採掘された塊は大地の結晶などの研磨剤で磨かれ、その姿を現す。その形から「さびた棒状の塊」「太古の大きな塊」といったように、名前に形容が加わる場合がある。 |
| ～の証 ～チケット | 一定の条件を満たした場合にハンターに与えられるチケット。素材と共に加工屋に渡すことで特殊な武器を生産できる。また、MHP3では勇気の証・勇気の証Gの半券が勇気の端材・勇気の上端材となり、特殊なオトモ装備を生産することができるようになる。                                                    |
| ユクモの木        | MHP3に登場。ユクモ村近辺の渓流で取れる良質な木材。武具の材料にはモンスターの骨や鉱石が使われていることが多く、木材から武具を生産するのは珍しい。なお、採集時には木から剥ぎ取って入手する。                                                                                                 |
| 電撃チケット      | アスキー・メディアワークスのゲーム雑誌「電撃」各誌とのコラボレーションクエストで報酬として手に入れることのできるチケット。特殊な武器の生産に使われる他、山菜じいさんに渡すとポリタン爆弾を入手することができる。                                                                           |
| ファミ通チケット  | ゲーム雑誌「ファミ通」とのコラボレーションクエストで報酬として手に入れることのできるチケットで、特殊な武器を生産できるようになる。隅には「ガバス」と書いてあるという。 |
| 財宝Jチケット     | 集英社の漫画雑誌「週刊少年ジャンプ」とのコラボレーションクエストで報酬として手に入れることのできるチケット。特殊な武器の生産に使われる他、山菜じいさんに渡すとJUMP爆弾を手に入れることができる。                                                                                           |

### その他
説明書やゲーム内で直接説明されるものの他に、企画出版物であるハンター大全などの書籍での記述や、各アイテム毎に設けられている解説に記述された要素もある。関連項目も参照。
古代文明
ゲームの舞台は、高度な科学技術を持った古代文明が滅びた後の時代とされている。古代文明が滅びた具体的な説明は無く、古代文明の存在自体が作中では殆ど語られない。ただし、『MHF』では2014年のG6アップデート以降、古代人が高度な文明のもとに建造した何百階以上に及ぶ超巨大建造物『天廊』が登場しており、その調査を舞台とする大規模なゲーム内イベントなど「古代文明」という概念が大きくクローズアップされている。
遺跡などから発掘された物を解析し再現した武器も存在するが、ゲームの舞台となっている時代の方が技術的に劣っているため、機能を再現することが難しい。鉱脈などから採掘された古代の装備の残骸は、様々な研磨剤を使用して修復、再利用されている。
現代
ハンター（プレイヤー）が活躍する時代。ハンターは辺境と呼ばれる地域で村や街を拠点に活動し、人々から仕事の依頼を村長やギルドの窓口を介して受けている。王や王国騎士などが仕事を依頼してくることや、シュレイド地方と呼ばれる地域が東西に分割されており、王都ヴェルド、共和国首都リーヴェルという記述があることから、王政国家と共和制国家の存在も判る。また、依頼には戦争の妨げになるものの駆除などもあり、戦争・政略の概念も存在している。辺境と都市部の人的交流は乏しく、都市部に住む人の中にはモンスターの姿を見るどころか、存在を実感することさえなく一生を終える者も多く、ゲームの舞台である辺境よりも、モンスターに対抗する技術や自然環境に対する理解は未発達になっている。そのため時折出現する大型モンスターへの対処が間に合わず、シュレイド城のようにモンスターに完全に占拠され、根城とされてしまう場合もある。
ハンターズギルド
多くのハンターが集う街などの拠点では、ハンターズギルドと呼ばれる組織がハンターの活動を統括しており、その影響力は辺境の村にも及ぶ。主な業務は依頼者とハンターを仲介しての依頼の斡旋で、プレイヤーはギルドの受付から各種の依頼を受けてクエストに臨む。
依頼の斡旋以外にも、モンスター取り引き価格の設定や、新人ハンターの命を守るためのランク制の狩猟制限などのルール造り、街を襲う古龍に対する迎撃作戦の実施など、ハンターの活動に関わるほぼすべてを取り仕切るほか、ギルドナイト（ギルドナイツ）と呼ばれる専属ハンターによる、未登録ハンターに対する取締りもギルドが行う。これらの活動は脅威であると同時に人々に恩恵をもたらす存在であるモンスターの生態系を、著しく破壊しないようにする管理の目的もある。また役職によって正式装備が定められており、プレイヤーの作成可能な装備品にもギルドナイトシリーズ、ガーディアンシリーズ、ヒーラーシリーズといった、正式品を模した物が存在する。
狩猟地内におけるハンターの安全確認や違法行為防止のため、気球による監視も行っており、気球に向かって手を振ると1回だけ大型モンスターの所在位置を教えてくれる。『MHF』ではアイルーが運転する「気球船」が登場し、キャラバン形式でハンターに数箇所のクエストを提供する「パローネ・キャラバン」などのギルドも存在する。
古生物書士隊（王立書士隊）
西シュレイド王国において「王国の頭脳」と称される王立学術院の研究員である王国書士官と、情報収集役のハンターによって構成される研究機関。ハンターズギルドの助力なども受けながら、モンスターの生態や自然環境、人類文化まで、モンスターハンター世界のありとあらゆる分野の情報に対して収集と研究、記録を行っており、ハンターという職業そのものも、辺境における特殊な存在として、アイテムや装備などが研究対象になっている。中には自身がハンターとなり、狩猟を通じてモンスターの生態を探っている書士官もいる。
「ハンター大全」をはじめとするモンスターハンター関連の企画出版物は、この書士隊の手によって編纂され、モンスターハンターの世界で出版された図鑑や辞典のような書物という設定になっている。
火薬の利用
作中において爆薬は、火薬草、ニトロダケと呼ばれる発火作用や熱を含んだ素材を調合することで比較的容易に入手でき、これらをタルに詰めた爆弾は狩りにおいて一般的な道具となっている。銃に近い構造を持つボウガンも存在するが、弦と火薬を併用する武器であり、威力の面で特別に秀でているわけではない。
攻撃に火薬の熱と爆発力を付加する機械式の近接武器はMHの時代から幾つか試作されていたが、これらの強化版はMHGの時代にギルドで正式に採用され、その中の一つは『MH2』の時代にガンランスという新しい武器カテゴリに発展している。ギルドはこれら機械式武器を積極的に採用しており、プレイヤーも機械式武器の強化を進めると「正式採用」と名のつく高級品を入手できる。
ガンランスは『MH』から在る同名の試作品を発展させた物で、火薬を使った「砲撃」ができる新兵器である。また、『MH2』では弦の力を使用しないリボルバー式のボウガンが作られるなど、火薬の利用技術は次第に向上している。
古代文明でも火薬は使われており、火縄銃のような外見のボウガンが発掘されることがある。
亜人類
プレイヤーの分身であり現実におけるホモサピエンスに相当する人類の他に、竜人族と呼ばれる亜人類が存在する。体格は様々で、若者はほとんどが人類とほぼ同じ背丈・体格だが、老人は人類の腰ほどまでの小柄な体躯をしている。ただし全てがそうという訳ではなく、（老竜人ほどではないが）年若く小柄な竜人族も存在している。竜人族は単一の種ではなく複数の種の総称である。
また、1000年に1度、特別大きな竜人族が生まれるとされ、普通の人間の3倍以上の身長を持つドンドルマの大長老がその特別な竜人であると言われている。またポッケ村にも過去に村長の祖先が使っていたという剣が残されているがハンターの使う大剣と比べても数倍以上の大きさである。
外見上では、尖った耳や顔つき、爪先立ちの脚の構造などが人類と異なる。また一部の竜人種族では手の指が4本しかないものもいる。
繁殖力は高くないが非常に長命で、人類と関わる竜人の多くが、高度な技術を習得していたり、自然や科学の豊富な知識を蓄えている。そのため、ギルドや村のような共同体の長や重役を竜人が担っている場合もある。特に周囲から一目置かれる高齢の竜人は「山菜ジジイ」や「鉄ジジ」のように、その特徴に「ジジイ」や「ジジ」をつけた呼び名で人々から親しまれる。
『MHF』では長年培った知識で人類では扱うことのできない一部の古龍種の素材を加工できる竜人の職人もおり、「伝説の職人」と呼ばれている。
『MH2』のジャンボ村で造船所を取り仕切っている親方は、指がヒレ状になっているなど明らかに人類とも竜人とも違う身体的特徴を持ちながら、公式な設定でも種族が不明とされる別種の亜人類となっている。また、『MH2』に登場するドンドルマの街には“歌姫”と呼ばれる、唄を歌うことにその身と生活の全てを捧げ、唄と共に生きる希少民族という、竜人族系列の人種が登場する。
また『MH3』『MH3G』のモガの村には海の民と呼ばれる亜人類が生活しており、一見人間とよく似た姿をしているが人間とは別の種であると語られ、爪が鋭く指の間に水掻きがあり、皮膚の色にも濃淡があるなどの特徴がある。これらの特徴は前述のジャンボ村の親方とも共通しており、親方自身が「泳ぎの得意な種族」であると言っている。
『MH4』のナグリ村には土竜族という竜人族や海の民ととも異なる種族が住んでいる。身長は人間や歳若い竜人よりは小柄だが年老いた竜人よりは高い程度でがっしりとした体型をしているのが特徴で、男性は牙のように見える立派な髭を蓄えている。寿命は竜人族ほど長くはないと言われている。地中での生活を好み、採掘される鉱物から武具や建造物を制作して暮らしている。
また、ゲーム中に雑魚モンスターとしても登場するアイルーやチャチャブーなどの獣人種は普段は独自の文化・言語の社会で生活しているものの、人類や竜人と同等の知能を持ち言語を覚えれば会話をすることも可能（ただし独特の口癖が付く）で、一部は人類社会に進出・共存している。
錬金術
魔法という概念は存在しないが、自然には無い方法でアイテムを合成する錬金術があり、調合方法を記した書物も存在する。

## メディアミックス

### ゲームドラマ
公式サイトで掲載されているハンター日誌をベースに、ファミ通WaveDVDで連載されていたドラマ。一部の人物は小説版『MH』にも登場する。

#### 登場人物
モン
声 - 陰山真寿美
一人前のハンターを目指す、元気で明るい少女。口調は関西弁。『MHP2ndG』の村長上位クエストにて、彼女が依頼しているクエストが存在する。祖父のタツジーは伝説のガンナーと呼ばれていたが、『G』第1話で指摘されるまで全く気づいていなかった。
初期の使用武器はハンターナイフやポイズンタバルジンなどの片手剣。『ハンター日誌』では、一時的にDDの斬破刀も使用している。『ハンター日誌G』第4話より、双剣使いのエンタロウにあこがれて双剣オーダーレイピアを使い始め、封龍剣【超絶一門】も扱った。
防具はチェーンシリーズからハンターSシリーズ、フルフルSシリーズと換えており、ピンキーストリートではオリジナルのアイルーシリーズを身につけた姿で立体玩具化された。
DD
声 - 戸谷公次(MH)→田中秀幸(MH2)
使用武器は斬破刀。モンが初めて出会ったハンターであり、師匠と慕われている豪快な中年男。DDは「ダイナマイト・ダンディー」の略。斬破刀が『MH2』より太刀に移行したため、大剣から太刀使いのハンターとなった。ギルドナイトに所属していた過去を持つが、狩りのことしか頭になく、『ハンター日誌2』では装備の支払いを忘れてモンが借金の肩代わりをするハメになる。
普段の防具はレウスアームにレイアグリーヴで頭と胴には防具をつけず、腰はボーンフォールドというスタイルで、「異様な風貌」と表現されている。後にレウスSシリーズ、クシャナシリーズと装備を換えた。
レウスSとクシャナは、本来モンに買い与えるつもりだったが、試着時に「狩魂が燃えた」と気に入ってしまい、そのまま自分のものにした。ただし、この二つの防具は男性用に作られた形なので、モンが装備することはできない。
『ハンター日誌』
デイビー
声 - 田中一成
モンと共に行動するハンマー使いのハンター。こんがり肉を愛し、戦闘中に肉を焼いてしまうほどマイペース。公式サイトのハンター日誌では序盤からモンと行動を共にしているが、ハンター日誌Gでは最終話に少しだけ登場。
防具はハイメタシリーズを身につけていたが、リオレウス討伐の際にゲリョスシリーズに換えている。
ロッキー
声 - 神奈延年
モンと共に行動するランス使いのハンター。普段は気取っているが、頭に血が上りやすく、興奮すると雄叫びを上げながら突進し続ける癖がある。デイビーと同じく、公式サイトでは初期から登場し、ハンター日誌Gの最終話でも少しだけ登場した。
防具はランゴシリーズだったが、リオレウス討伐の際にはタロスシリーズとなっている。
ラミア
声 - 鈴木麻里子
ボウガン使いのハンター。沈着冷静で口は悪いが仲間想い。以前、イャンクックに仲間を殺されたことがあり、その仇討ちとしてモンたちのイャンクック討伐に同行した。その後、一度はパーティーを離れるが、リオレウス討伐の際に装備を刷新して合流している。
防具はガノスシリーズからガレオスシリーズとなり、武器もライトボウガンからヘビィボウガンとなっている。

『ハンター日誌G』
新しくできた仲間と共に、ハンター生活を楽しみながらもラオシャンロンと戦うことになる。小説版『MH』とキャラクターでのクロスオーバーがある。
ビクトリア・アルフレッド
声 - 永島由子
全登場人物の中で唯一、フルネームがわかっている、ランス使いのハンター。今は没落したが育ちのいいお嬢様で、わがままを言って皆を困らせることもある。家を壊滅に追い込んだラオシャンロンを憎んでいる。
使用武器はナイトスクイードから正式採用機械槍に、防具はレイアシリーズからリオハートシリーズへと変更している。
アレックス
声 - 草尾毅
ビクトリアお付き大剣使いのハンター。礼儀正しく、わがまま放題のビクトリアのサポートに回っている。
使用武器は大剣クロームレイザー。防具はスティールシリーズからディアブロシリーズへと変更した。
エンタロウ
声 - 服部潤
ゆうきりん小説版より出演の双剣使いハンター。常に空腹。最終回のラオシャンロン決着戦で超絶一門を使用した。その後モンは『2』最終話で同じものを持つことになる。
使用武器は双剣サイクロンと封龍剣【超絶一門】。防具は忍・天シリーズ。
リチャード
声 - 増谷康紀
ディアブロス討伐で知り合ったヘビィボウガン使いのハンター。かつては実力者集団「黒い翼」のメンバーだったが、仲間を見捨てた彼らの行動に嫌気がさして脱退している。
使用武器はヘビィボウガンのアルバレストとハニーコーマー。防具はバトルSシリーズ。
ナレーション、タツジー
声 - 永井一郎

『ハンター日誌2(Dos)』
ドンドルマを舞台に、DDがレウスS装備を手に入れる際に作った借金、12万ゼニーの完済を目指して借金取りのランディとギンジの3人で奮闘する話。
ランディ
声 - 石川英郎
モンの借金返済のために協力する借金取りでランスとガンランス使いのハンター。硬派な男でシフォンのラブコールを本気で嫌がっている。
人の名前の後に「 - はん」をつけて呼ぶため、モンのことは「モンハン」と呼んでいる。
使用武器は竜騎槍ゲイボルグとガンランスのブラックキャノン。防具はコンガシリーズからバトルSシリーズへと変更した。
ギンジ
声 - 根本幸多
モンの借金返済のために協力する借金取りでライトボウガン使いのハンター。ランディを兄貴と慕う。
使用武器はライトボウガンのメイルシュトロームで、防具はコンガシリーズからクロオビシリーズへと変更した。
シフォン
声 - 鹿野優以
楽譜を求めて旅する狩猟笛使いのハンター。ランディが好きでキレると怖い。
使用武器は狩猟笛のウォーコンガ。防具はヒーラーUシリーズ。
伝説のお笑いハンター
声 - 柳原哲也、平井善之（アメリカザリガニ）
使用武器は柳原が双剣のファンキーボンボン、平井がハンマーのロブスタンプ。防具はアメザリシリーズ。
ハリー
声 - 若本規夫
塔周辺で古龍の研究とトレジャーハンティングに精を出す太刀使いのハンター。封龍剣を探しているらしい。
使用武器は太刀の龍刀【紅蓮】。防具はレザーライトSシリーズ。
ナレーション、古龍観測所の老人、伝説の職人
声 - 八奈見乗児

### 小説

#### ライトノベル
ファミ通文庫でのゆうきりん、氷上慧一、柄本和昭、西野吾郎の一連のノベライズは、ゲームのメインシリーズを主にモデルに、作者の違う作品でも同一の世界観のもとに書かれて、年代や場所こそ違いがあるものの、新しい作者が過去の別の作者のシリーズの作品からオリジナルキャラクターや地名、出来事を登場させていて共有されている。
モンスターハンター 狩りの掟/英雄の条件/長の資格/狩りの追憶
ファミ通文庫から発売された。著者はゆうきりん。
モンスターハンター 魂を継ぐ者
ファミ通文庫から発売された。著者は氷上慧一。
モンスターハンター 疾風の翼
ファミ通文庫から発売された。著者は氷上慧一。
モンスターハンター 紡がれし絆
ファミ通文庫から発売された。著者は氷上慧一。
モンスターハンター 閃光の狩人
ファミ通文庫から発売された。著者は氷上慧一。
モンスターハンター EPISODE〜novel
ファミ通文庫から発売された。著者は氷上慧一。モンスターハンター エピソードの小説版。
モンスターハンター 蒼天の証
ファミ通文庫から発売された。著者は柄本和昭。
モンスターハンター 暁の誓い
ファミ通文庫から発売された。著者は柄本和昭。
モンスターハンターフロンティアG 灼熱の刃
ファミ通文庫から発売された。著者は氷上慧一。
モンスターハンター“M.S.S Project×ファミ通文庫"コラボノベル 天地カオスな狩猟奏
ファミ通文庫から発売された。著者はM.S.S Project with 氷上慧一。
モンスターハンター 天衣無縫のD/氷雪無尽の獄狼竜/穿天無双の巨戟龍
ファミ通文庫から発売された。著者は西野吾郎。
モンスターハンター アンソロジーノベル 狩魂
ファミ通文庫から発売された。著者はあかほりさとる、海冬レイジ、嬉野秋彦、氷上慧一。
モンスターハンター クロスソウル
ファミ通文庫から発売された。著者は西野吾郎。
モンスターハンター：ワールド 生命の大地に
ファミ通文庫編集部の編集企画としてKADOKAWAから単行本が発売された。著者は氷上慧一。
モンスターハンター フロンティアG 1 紅き猟団、棘茶竜の谷へ
富士見ドラゴンブックから発売された。著者は嬉野秋彦。『モンスターハンター フロンティアG』が題材。

#### 児童書
モンハン日記 ぽかぽかアイルー村
角川つばさ文庫から発売された。著者は相坂ゆうひ。『モンハン日記 ぽかぽかアイルー村』が題材。
モンスターハンタークロス ニャンターライフ
角川つばさ文庫から発売された。著者は相坂ゆうひ。『モンスターハンタークロス』が題材のアイルー主体のスピンオフ。
モンスターハンター ストーリーズ
角川つばさ文庫から発売された。著者は前田圭士。『モンスターハンター ストーリーズ』（ゲーム版）が題材。
モンスターハンター ストーリーズ RIDE ON
集英社みらい文庫から発売された。著者は相羽鈴。『モンスターハンター ストーリーズ RIDE ON』（テレビアニメ）が題材。
モンスターハンター：ワールド オトモダチ調査団
角川つばさ文庫から発売された。著者は相坂ゆうひ。『モンスターハンター：ワールド』が題材。
モンスターハンターライズ 百竜夜行を食い止めろ!
角川つばさ文庫から発売された。著者は相坂ゆうひ。『モンスターハンターライズ』が題材。

### トレーディングカードゲーム

#### モンスターハンター・トレーディングカードゲーム
2007年4月6日から発売されているトレーディングカードゲーム。カプコンより発売。
スターターデッキ
|       | タイトル                             | セット内容                                                         |
| ----- | ------------------------------------ | ------------------------------------------------------------------ |
| 第1弾 | スターター 大剣                      | カード41枚、コイン1個、マップ1枚、カード立て1個、ポイントゲージ1個 |
| 第1弾 | スターター ランス                    | カード41枚、コイン1個、マップ1枚、カード立て1個、ポイントゲージ1個 |
| 第1弾 | スターター ハンマー                  | カード41枚、コイン1個、マップ1枚、カード立て1個、ポイントゲージ1個 |
| 第1弾 | スターター 片手剣                    | カード41枚、コイン1個、マップ1枚、カード立て1個、ポイントゲージ1個 |
| 第2弾 | スターター 灼ける螺旋 ライトボウガン | カード41枚、コイン1個、マップ1枚、カード立て1個、ポイントゲージ1個 |
| 第2弾 | スターター 凍てる走羽 弓             | カード41枚、コイン1個、マップ1枚、カード立て1個、ポイントゲージ1個 |

ブースターパック
|       | タイトル       | 商品構成                                 |
| ----- | -------------- | ---------------------------------------- |
| 第1弾 | (タイトルなし) | 1パック:カード8枚 1ボックス:20パック入り |
| 第2弾 | 魂を宿す唄     | 1パック:カード8枚 1ボックス:20パック入り |
| 第3弾 | 生命に捧ぐ唄   | 1パック:カード8枚 1ボックス:20パック入り |

#### モンスターハンター ハンティングカード
2008年10月25日から発売されているトレーディングカードゲーム。カプコンより発売。
ブースターパック
|       | タイトル   | パッケージキャラ | 商品構成                                      | 備考                                                                                                   |
| ----- | ---------- | ---------------- | --------------------------------------------- | --- |
| 第1弾 | 樹海の影   | ナルガクルガ     | 1パック:カード10枚入り 1ボックス:15パック入り | ボックス購入特典のプロモーションカード「ガオレンズトゥーカ」は、ブースターボックスの商品の中に封入。   |
| 第2弾 | 強者の絆   | ティガレックス   | 1パック:カード10枚入り 1ボックス:15パック入り | ボックス購入特典のプロモーションカード「フローズンインパクト」は、ブースターボックスの商品の中に封入。 |
| 第3弾 | 紅蓮の皇帝 | テオ・テスカトル | 1パック:カード10枚入り 1ボックス:15パック入り | ボックス購入特典のプロモーションカード「キリン ※」は、ブースターボックスの商品の中に封入。             |
| 第4弾 | 金色の怒り | ラージャン       | 1パック:カード10枚入り 1ボックス:15パック入り | ボックス購入特典のプロモーションカード「ディアブロス亜種 ※」は、ブースターボックスの商品の中に封入。   |
| 第5弾 | 海洋の王者 | ラギアクルス     | 1パック:カード10枚入り 1ボックス:15パック入り | ボックス購入特典のプロモーションカードは、ブースターボックスの商品の中に封入。                         |
| 第6弾 | 凍土の騎士 | ベリオロス       | 1パック:カード10枚入り 1ボックス:15パック入り | ボックス購入特典のプロモーションカードは、ブースターボックスの商品の中に封入。                         |
| 第7弾 | 獄炎の戈   | アグナコトル     | 1パック:カード10枚入り 1ボックス:15パック入り | ボックス購入特典のプロモーションカードは、ブースターボックスの商品の中に封入。                         |
| 第8弾 | 暴れ狂う牙 | イビルジョー     | 1パック:カード10枚入り 1ボックス:15パック入り | ボックス購入特典のプロモーションカードは、ブースターボックスの商品の中に封入。                         |

ハーフスターター
|       | タイトル                | パッケージキャラ | セット内容                                                          | 備考 |
| ----- | ----------------------- | ---------------- | ------------------------------------------------------------------- | --- |
| 第1弾 | 白き幻獣 キリン         | キリン           | 構築済みハーフデッキ×1（カード30枚） プレイシート付き遊び方ガイド×1 | この商品はブースターパック「樹海の影」「強者の絆」および「紅蓮の皇帝」に収録されているカードで構成。 （ホログラム加工が追加されたカード各1枚含む） |
| 第2弾 | 漆黒の迅竜 ナルガクルガ | ナルガクルガ     | 構築済みハーフデッキ×1（カード30枚） プレイシート付き遊び方ガイド×1 | この商品はブースターパック「樹海の影」「強者の絆」および「紅蓮の皇帝」に収録されているカードで構成。 （ホログラム加工が追加されたカード各1枚含む） |
| 第3弾 | ベリオロス              | ベリオロス       | 構築済みハーフデッキ×1（カード30枚） プレイシート付き遊び方ガイド×1 | この商品はブースターパック「樹海の影」「強者の絆」および「紅蓮の皇帝」に収録されているカードで構成。 （ホログラム加工が追加されたカード各1枚含む） |
| 第4弾 | ラギアクルス            | ラギアクルス     | 構築済みハーフデッキ×1（カード30枚） プレイシート付き遊び方ガイド×1 | この商品はブースターパック「樹海の影」「強者の絆」および「紅蓮の皇帝」に収録されているカードで構成。 （ホログラム加工が追加されたカード各1枚含む） |

ベーシックスターター
|       | タイトル                        | パッケージキャラ | セット内容                                                     | 備考 |
| ----- | ------------------------------- | ---------------- | -------------------------------------------------------------- | ---- |
| 第1弾 | ベーシックスターター リオレウス | リオレウス       | 構築済みデッキ×1(カード50枚) プレイシート×1 遊び方マニュアル×1 | -    |

コンセプトデッキ
|     | タイトル                          | パッケージキャラ | セット内容                                                       | 備考 |
| --- | --------------------------------- | ---------------- | ---------------------------------------------------------------- | --- |
| 1st | コンセプトデッキ クシャルダオラ   | クシャルダオラ   | 構築済みデッキ（カード50枚）×1 遊び方マニュアル×1 プレイシート×1 | ※新規収録のカード5枚以外のカードは、ブースターパックに収録されているカードで構成されている。 ※セット内容はどの商品も同じ。 |
| 2nd | コンセプトデッキ テオ・テスカトル | テオ・テスカトル | 構築済みデッキ（カード50枚）×1 遊び方マニュアル×1 プレイシート×1 | ※新規収録のカード5枚以外のカードは、ブースターパックに収録されているカードで構成されている。 ※セット内容はどの商品も同じ。 |

スペシャルカードセット
|     | タイトル                                          | パッケージキャラ                         | セット内容                                                                | 備考 |
| --- | ------------------------------------------------- | ---------------------------------------- | ------------------------------------------------------------------------- | ---- |
| 1st | モンスターハンター3発売記念スペシャルカードセット | ラギアクルス・リオレウス・ヘイルカイザー | ホログラム加工カード3枚セット（ラギアクルス・リオレウス・ヘイルカイザー） | -    |

#### モンスターハンター ストーリーズ カードゲーム
2016年10月8日から発売されているトレーディングカードゲーム。バンダイより発売。

### 漫画
これらの他に、アンソロジーが複数出版されている。
モンスターハンター 2
『電撃「マ）王』にて連載されていた。著者は新井テル子。
モンスターハンター オラージュ
『月刊少年ライバル』にて連載されていた。作画は真島ヒロ。
モンスターハンター エピソード
『モンスターハンター EPISODE』の漫画版で、ケータイサイト『モンハン部』にて連載された。著者は布施龍太。
モンスターハンターポータブル3rd コロコロ狩猟団 挑めイビルジョー
『月刊コロコロコミック』に掲載の読み切り。著者は伊原しげかつ。未単行本化。
MONSTER HUNTER外伝 狩猟戦線物語
『月刊少年チャンピオン』に連載されていた。著者は伊藤龍。
モンスターハンター 閃光の狩人
『モンスターハンター 閃光の狩人』を基にした漫画化作品が『ファミ通コミッククリア』にて連載された。著者は山本晋。
モンハン漫画 ぽかぽかアイルー村
スピンオフアニメを基にした漫画版が『Vジャンプ』にて連載された。著者は菊池晃弘。
モンハン持ちができません。
ファミ通.com内ブログサイト『モンでき。』で連載されたプレイ日記。著者は津々巳あや。
モンスターハンター エピック
カプコン総合情報誌『カプ本』にて連載された。著者は布施龍太。
モンハン絵日記
モンスターハンター公式ファンクラブ『モンハン部』で連載された。4コマ漫画。著者は関直人。未単行本化。
モンスター4コマShow　
モンスターハンター公式ファンクラブ『モンハン部』で連載された。4コマ漫画。著者はあざらすぃゆずこ。未単行本化。
モンスターハンター ハンティングカード Webコミックver.
モンスターハンター ハンティングカードの公式サイト上で連載された。著者は宮須弥。未単行本化。
ミニ・モンハン 輝竜司モンスターハンター作品集
『モンスターハンター』のアンソロジーなどに掲載された単一作者のまとめの単行本。著者は輝竜司。
モンハン絵日記しっぽハンターズ!! 関直人モンスターハンター作品集
『モンスターハンター』のアンソロジーなどに掲載された単一作者のまとめの単行本。著者は関直人。
『モンスターハンタークロス』コミック&エッセイ 狩りぷれっくす!
ニコニコチャンネル『ファミ通MHX応援チャンネル 狩りぷれっくす』にて連載された。著者は津々巳あや、高橋きの、あざらすぃゆずこ、小谷梓。

### 絵本
モンスターハンター絵物語 オトモのハッピーバースデイ
カプコンオフィシャルブックスより発売された。文章は早川美奈穂、絵は布施龍太。
モンスターハンター絵物語 vol.2 オトモとプーギーの大冒険
カプコンオフィシャルブックスより発売された。文章は早川美奈穂、絵はMID。
モンスターハンター絵物語 vol.3 めざせ!アイルー音楽隊
カプコンオフィシャルブックスより発売された。文章は早川美奈穂、絵は布施龍太。

### アニメ
モンハン日記 ぎりぎりアイルー村 ☆アイルー危機一髪☆
2010年8月から2010年10月まで放送されたテレビアニメ。
モンハン日記 ぎりぎりアイルー村G
2011年7月から2011年9月まで放送されたテレビアニメ。上記作品の続編。
モンスターハンター ストーリーズ RIDE ON
2016年10月から2018年4月までフジテレビ系で放送されたテレビアニメ。

### 映画

#### 実写
『バイオハザードシリーズ』のポール・W・S・アンダーソン監督、ミラ・ジョヴォヴィッチ主演で2021年公開。

#### アニメ
2021年8月12日、『モンスターハンター: レジェンド・オブ・ザ・ギルド（英語: Monster Hunter: Legends of the Guild）』がNetflixで全世界配信。

### バラエティ番組
モンハンぷらす 一狩りいこうぜ!
2011年1月31日から2011年4月24日までテレビ東京で放送されていたバラエティ番組。テレビドガッチやニコニコ動画でも配信。
モンハンぷらす 一狩りいこうぜ!4
2013年11月2日から2014年1月4日までテレビ東京で放送されていたバラエティ番組。あにてれちゃんねるでも配信。
モンハンぷらす 一狩りいこうぜ!4G
2014年11月3日から2015年1月4日までテレビ東京で放送されていたバラエティ番組。あにてれちゃんねるでも配信。

### アーケードゲーム
モンスターハンター メダルハンティング
2011年秋稼働開始。メダルプッシャーゲーム。時折、全員参加型の「緊急集団クエスト」が発生する。
モンスターハンター メダルハンティング コンパクト
2014年春稼働開始。上記「メダルハンティング」の筐体を小型化し、新要素も取り入れたたメダルプッシャーゲーム。
モンハン日記 すごろくアイルー村
2011年秋稼働開始。双六を題材としたメダルゲーム。
モンハン日記 プリプリプーギーレース
2013年夏稼働開始。アイルーがプーギーに乗って繰り広げるレースゲーム。プーギーを模したコントローラーを使用。
モンスターハンター スピリッツ
2015年6月25日稼働開始。アミューズメントカードゲーム。ジャンルはタッグハンティングアクション。マーベラスとの共同開発。
モンスターハンター　メダルハンティングG
2017年稼働開始。メダルハンティングの筐体の一部装飾が変更されたもの。ゲーム性が少し改良されている。今作は事実上カプコンの製造した最後のアーケードゲームである。

### パチスロ機
- パチスロ モンスターハンター（2012年3月、ロデオ）
- パチスロ モンスターハンター 月下雷鳴（2014年3月、エンターライズ）
- パチスロ モンスターハンター 狂竜戦線（2016年12月、エンターライズ）
- パチスロ モンスターハンター:ワールドTM（2020年11月、エンターライズ）
- パチスロ モンスターハンター:ワールドTM 黄金狩猟（2021年12月、エンターライズ）

### パチンコ機
- ぱちんこCRモンスターハンター（2014年2月、サミー）
- ぱちんこCRモンスターハンター4（2016年11月、サミー）
- ぱちんこCRモンスターハンターダブルクロス（2021年10月、サミー）

### ラジオ
モンハンラジオ
2009年7月31日から11月6日まで（全8回）、モンスターハンター 公式ポータルサイトで配信されていた。隔週金曜日配信。パーソナリティは小嶋慎太郎（カプコン）、アシスタントMCは折戸マリ。
モンハンラジオ 2nd
2010年7月1日から2011年6月16日まで（全20回）、モンスターハンター 公式ポータルサイト、ポッドキャスト、音泉で配信されていた。隔週木曜日配信。パーソナリティは小嶋慎太郎、アシスタントMCは日笠陽子。
モンハンラジオ モンハン部放送局
2011年6月29日から2012年4月5日まで（全20回）、モンスターハンター 公式ポータルサイト、ポッドキャスト、音泉で配信されていた。隔週木曜日配信。パーソナリティは小嶋慎太郎、日笠陽子。
モンハンラジオ カプコン放送局
2012年5月17日から10月4日まで（全11回）、モンスターハンター 公式ポータルサイト、ポッドキャスト、音泉で配信されていた。隔週木曜日配信。パーソナリティは日笠陽子、喜多村英梨。
モンハンラジオ モンハン部放送局 2nd
2012年11月1日から2015年10月8日まで（全74回）、モンスターハンター 公式ポータルサイト、ポッドキャスト、音泉で配信されていた。隔週木曜日配信。パーソナリティは日笠陽子、モテヤマ編集長（カプコン）、番組マネージャーに佳村はるか、高宗歩未、三田寺理紗、岡田紗佳。
モンハンラジオ 良三の部屋
2012年11月15日より、モンスターハンター 公式ポータルサイト、ポッドキャスト、音泉にて配信中。隔週木曜日配信。パーソナリティは辻本良三、アシスタントは宇佐美友紀。
モンハンラジオ モンスターハンタークロスステーション
2015年10月22日から2016年4月21日まで（全13回）、モンスターハンター 公式ポータルサイト、ポッドキャスト、音泉で配信されていた。隔週木曜日配信。パーソナリティは小嶋慎太郎、増田俊樹、上田麗奈。番組マネージャーに佳村はるか、高宗歩未、三田寺理紗、岡田紗佳。
モンハンラジオ モンハン部放送局 3rd
2016年5月19日から2017年2月2日まで、音泉、ポッドキャストで隔週木曜日に配信された。全19回。モンスターハンター 公式ポータルサイトでは2016年5月24日から2017年2月7日まで隔週火曜日に配信された。パーソナリティは高橋未奈美、モテヤマ編集長。番組マネージャーに佳村はるか、高宗歩未、三田寺理紗、岡田紗佳。
モンハンラジオ モンスターハンターダブルクロスステーション
2017年2月16日から2017年8月17日まで（全14回）、音泉、ポッドキャストで隔週木曜日に配信された。モンスターハンター 公式ポータルサイトでは2017年2月21日から8月22日まで隔週火曜日に配信された。パーソナリティは高野麻里佳、小嶋慎太郎。

### 体験型ゲームイベント
モンスターハンター×リアル脱出ゲーム『火竜棲まう狩猟場からの脱出』
2017年3月からSCRAP主催の体験型ゲームイベントであるリアル脱出ゲームとのコラボとして、東京原宿にある常設スタジオ「原宿ヒミツキチオブスクラップ」にて約3ヶ月弱、大阪心斎橋にある常設スタジオ「大阪ヒミツキチオブスクラップ」にて約1ヶ月半、名古屋矢場町にある常設スタジオ「名古屋ヒミツキチオブスクラップ」と札幌すすきのにある常設店舗「アジトオブスクラップ札幌すすきの」と福岡天神にある常設店舗「アジトオブスクラップ福岡天神」にて約1ヶ月弱、仙台あおば通りにある常設店舗「アジトオブスクラップ仙台」にて約1ヶ月のロングランで開催し、6大都市（札幌・仙台・東京・名古屋・大阪・福岡）での開催期間中に全国15都市を巡回した。参加者はとある村から狩猟依頼クエストを受注したハンターとなって、1時間以内にフィールドをくまなく探索しつつ様々な謎を駆使して標的であるリオレウスを仕留め、狩猟場から脱出することがクリア条件。来場者限定でなおかつニンテンドー3DS本体とニンテンドー3DSソフト『MHXX』を持参した来場者に限り、オトモアイルー「スクニャップ」を、カプコン公式ポータルであるマイカプコン会員で公式ファンクラブであるモンハン部に登録しログイン後の画面を提示した来場者に限りオリジナルステッカーがプレゼントされる。

## 関連作品
- マーベル VS. カプコン:インフィニット - 本作の「レウスα」シリーズを着用する女性ハンターが「モンスターハンター」名義でプレイアブルキャラクターとして登場している。
- 大乱闘スマッシュブラザーズ SPECIAL - リオレウスが「ボスキャラクター」と「アシストフィギュア」として登場している。
- TEPPEN - カプコンの各キャラクターが異世界で戦うという設定のソーシャルゲーム。主要登場人物（ヒーロー）としてリオレウス[37]、ネルギガンテ[38]が登場。その他のゲーム中のカードとしてリオレイア、ジンオウガ、アイルーなど多数[39]。